# Мальтийские конвои

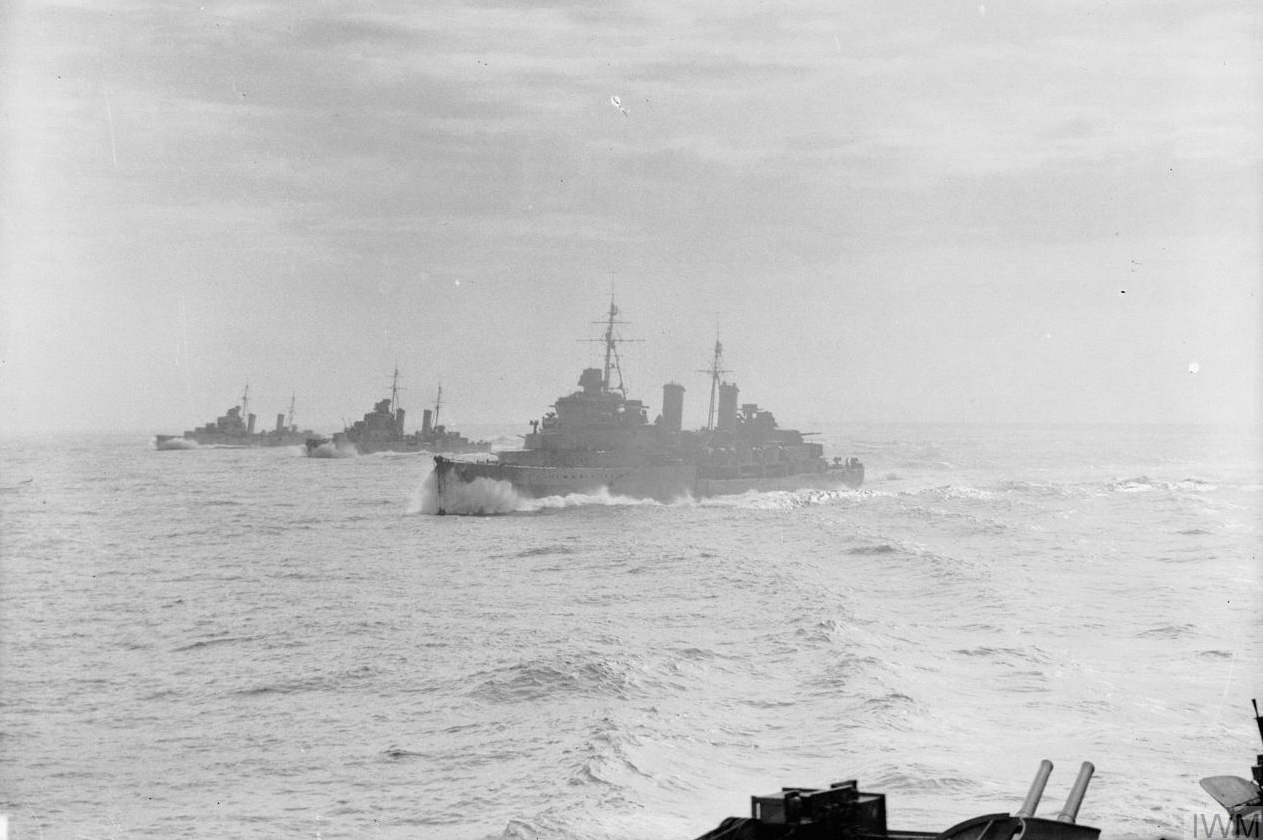
Операция HALBERD, 1941 год. Крейсера прикрытия (справа налево) HMS Edinburgh, HMS Hermione, HMS Eurialus

Мальтийские конвои — серия конвоев Союзников, снабжавших Мальту во время морской и воздушной блокады острова, предпринятой странами Оси в ходе Второй мировой войны.
Сухогрузы Novasli и Masirah вышли из Гибралтара 5-го и 7 июня 1940 года соответственно. Оба судна вероятно пришли на Мальту до объявления Италией войны 10 июня, или возможно 11 июня, никем не атакованные. На Мальте суда встали в гавани Валлетты и позже вошли в состав первых конвоев с острова.

## 1940 год

### Операция MA.5
Операция представляла собой обеспечение проводки двух конвоев с Мальты. Для прикрытия обоих конвоев в море выходил Средиземноморский флот в составе 4 линкоров: Malaya, Ramillies, Royal Sovereign и Warspite, 1 авианосца: Eagle, 7 крейсеров: Caledon, Capetown, Gloucester, Liverpool, Neptune, Orion, Sydney и 21 эсминца: Dainty, Decoy, Defender, Diamond, Hasty, Havock, Hereward, Hero, Hostile, Hyperion, Ilex, Imperial, Janus, Jervis, Juno, Mohawk, Nubian, Stuart, Vampire, Voyager, Waterhen. Для флота операция вылилась в Бой у Калабрии.

#### Конвой MF-1
Первый конвой, отправленный с Мальты. В задачу конвоя входила эвакуация членов семей британских служащих и части работников Мальтийской верфи, направленных в Александрию для пополнения военно-морской базы квалифицированным персоналом. В состав конвоя входили быстроходные суда El Nil, Knight of Malta и Rodi. Конвой вышел с Мальты 9 июля и прибыл в Александрию 11 июля, никем не атакованный на всём протяжении пути.

#### Конвой MS-1
Этот тихоходный конвой вышел с Мальты 10 июля и также без потерь пришёл в Александрию 14 июля. В состав конвоя входили суда: Kirkland, Masirah, Novasli, Tweed и Zeeland.

### Операция Hats / MB.3
В конце августа — начале сентября британский флот провёл одновременно две операции, которые часто именуют «Hats/MB.3». Под индексом «Hats» называется часть операции, проводимая кораблями действующими из Гибралтара, под индексом «MB.3» — название операции в части действия Средиземноморского Флота.
Во время перехода конвоя MF-2, следующего на Мальту из Александрии, из Гибралтара в Александрию в составе Соединения F были проведены подкрепления для Средиземноморского Флота. Своими действиями это соединение отвлекло внимание от конвоя, одновременно являясь его дополнительным прикрытием от надводных атак противника. До сицилийских проливов переход этих кораблей прикрывался кораблями Соединения H.
30 августа оба соединения вышли из Гибралтара.
Соединение H состояло из линейного крейсера Renown, линкора Valiant, авианосца Ark Royal, крейсера Sheffield, и 10 эсминцев: Encounter, Faulknor, Firedrake, Forester, Foresight, Fortune, Fury, Hero, Velox, Wishart.
Соединение F состояло из крейсеров Calcutta и Coventry и 7 эсминцев: Gallant, Greyhound, Griffin, Hotspur, Janus, Mohawk и Nubian.

#### Конвой MF-2
Конвой имел характерное для Средиземноморского флота, обусловленное неразберихой, название. Этот второй быстроходный конвой (англ. Malta Fast 2, MF-2) фактически был сформирован и отправлен на Мальту из Александрии 29 августа. На остров он прибыл в полном составе 2 сентября. Конвой состоял из рефрижераторного судна Cornwall, танкера RFA Plumleaf и сухогруза Volo. Непосредственный эскорт конвоя состоял из 3 крейсеров: Gloucester, Kent, Liverpool и 4 эсминцев: Dainty, Diamond, Jervis и Juno. Из кораблей сопровождения до Мальты следовали только эсминцы.
Также, в море из Александрии, в дополнение к кораблям сопровождения конвоя, вышел Средиземноморский флот в составе 2 линкоров: Malaya и Warspite, 1 авианосца: Eagle, 2 крейсеров: Orion и Sydney и 12 эсминцев: Decoy, Defender, Garland, Hasty, Hereward, Hyperion, Ilex, Imperial, Stuart, Vampire, Vendetta, Voyager.
31 августа конвой подвергся бомбардировке итальянской авиацией; рефрижератор Cornwall получил попадание и загорелся. Тем не менее, управляясь машинами, он справился с пожарами и пришёл на Мальту. Остальные суда пришли на остров без происшествий.
В ходе операции Соединение F 1 сентября без проблем прошло проливы, после чего было встречено кораблями Средиземноморского флота. Соединение H без потерь вернулось в Гибралтар.

### Операция MB.6
В этой операции Средиземноморский флот выступал в качестве дальнего прикрытия пары конвоев: проводимого на Мальту и выводимого с неё. Флот состоял из 4 линкоров: Malaya, Ramillies, Valiant и Warspite, 2 авианосцев: Eagle и Illustrious, 6 крейсеров: Ajax, Gloucester, Liverpool, Orion, Sydney, York и 17 эсминцев: Dainty, Decoy, Defender, Diamond, Hasty, Havock, Hereward, Hero, Hyperion, Ilex, Imperial, Janus, Jervis, Juno, Nubian, Vampire, Vendetta. Кроме того, эсминец Mohawk вышел с Мальты, чтобы действовать совместно с флотом. В ходе операции эсминец Imperial подорвался на мине и был отбуксирован на Мальту.

#### Конвой MF-3
Данный конвой, упомянутый главнокомандующим как «войсковой», состоял из четырёх судов: Clan Ferguson, Clan Macaulay, Lanarkshire и Memnon. Его непосредственное охранение составляли 2 крейсера: Calcutta и Coventry и 4 эсминца: Stuart, Voyager, Waterhen и Wryneck. Конвой вышел из Александрии 8 октября, прибыв без потерь на Мальту 11 октября.

#### Конвой MF-4
По прибытии конвоя MF-3 на остров, данный конвой, состоящий из трёх судов: Cornwall, Plumleaf и Volo и канонерской лодки Aphis, отправился с Мальты в Александрию в сопровождении кораблей, пришедших с конвоем MF-3: крейсеров Calcutta, Coventry и эсминцев Waterhen и Wryneck. Конвой прибыл благополучно в пункт назначения 16 октября.
Независимо от перехода конвоев, 12 октября был проведён ночной рейд, в ходе которого крейсер Ajax провёл бой с тремя итальянскими военными кораблями. Два корабля — миноносцы Airone и Ariel — Ajax потопил, причём Ariel взорвался. В третий корабль — эсминец Artigliere — Ajax также добился попаданий и вывел того из строя. Эсминец, обнаруженный позже крейсером York, будучи не в состоянии сопротивляться, сдался, и был затоплен. Чуть позже Ajax провёл безрезультатный бой с ещё двумя кораблями. По другим данным, потери итальянцев составили: 2 миноносца и 1 эсминец потопленными, 1 миноносец (Aviere) повреждённым.

### Операция MB.8
MB.8 представляла собой масштабную операцию, включающую в себя проводку конвоев в Грецию и на Крит, а также в обратную сторону, конвоя на Мальту (MW-3) и с Мальты (ME-3). Операция обеспечивалась основными силами Средиземноморского флота в составе 4 линкоров Malaya, Ramillies, Valiant, Warspite, авианосца Illustrious, 2 крейсеров: Gloucester и York и 16 эсминцев: Dainty, Decoy, Defender, Gallant, Hasty, Havock, Hereward, Hero, Hyperion, Ilex, Janus, Jervis, Juno, Mohawk, Nubian, Vendetta.
Во время проводки MW-3 появилась возможность провести из Гибралтара транспорты с войсками и припасами для гарнизона Мальты, а также подкрепления для Средиземноморского Флота в составе Соединения X. Данное соединение состояло из: линкора Barham, крейсеров Berwick и Glasgow, а также эсминцев Gallant, Greyhound и Griffin. Оно вышло из Гибралтара 7 ноября, прибыв на Мальту 10 ноября.
Помимо этого, по окончании проводки конвоев, флот также выполнял прикрытие знаменитого налёта на Таранто и рейда в Отрантский пролив.

#### Конвой MW-3
Этим конвоем началась более логичная система обозначений, MW, означающая: Мальтийский западный (англ. Malta West), то есть внутренний средиземноморский, сформированный для Мальты. Соответствующий порожний конвой в Александрию был назван ME: Мальтийский восточный (англ. Malta East). Как правило, конвои встречались во время перехода.
MW-3 вышел из Александрии 4 ноября, имея в своём составе 5 судов: Devis, Plumleaf, Rodi, Volo и Waiwera в сопровождении 2 крейсеров ПВО: Calcutta и Coventry и 4 эсминцев: Diamond, Vampire, Voyager, Waterhen. Старый тральщик Abingdon также усиливал эскорт на подходах к Мальте, куда конвой прибыл 10 ноября.

#### Конвой ME-3
10 ноября этот конвой вышел, сопровождаемый кораблями, которые пришли на Мальту с конвоем MW-3 или зашли на заправку: линкор Ramillies, крейсер Coventry, эсминцы Decoy и Defender. С ними также шли монитор Terror и эсминец Vendetta. В состав конвоя входили порожние судна предыдущего конвоя MF-3: Clan Ferguson, Clan Macaulay, Lanarkshire и Memnon. Конвой без потерь прибыл в Александрию 13 ноября.

### Операция Collar / MB.9
Следующая проводка пары мальтийских конвоев состоялась в конце ноября, параллельно с проводкой сквозного конвоя из Гибралтара в Восточный бассейн Средиземноморья. В восточной части моря операция носила название «MB.9», в западной — «Collar». Средиземноморский флот, помимо этого, наносил удар по Триполи и прикрывал движение транспортов между Грецией, бухтой Суда и Египтом. В состав флота входили линкор Malaya, авианосец Eagle, крейсер Ajax и эсминцы Hasty, Havock, Hero, Hyperion, Ilex. Флот выполнял функции дальнего прикрытия упомянутых ниже конвоев в Восточном Средиземноморье.

#### Конвой MW-4
23 ноября из Александрии на Мальту вышли быстроходный транспорт Breconshire, сухогрузы Clan Ferguson, Clan Macaulay и Memnon. Одновременно с Мальты направлялись порожние транспорты: Cornwall, Devis, Rodi, Volo и Waiwera, возвращавшиеся в Александрию.
Для того чтобы прикрыть эту пару конвоев, было сформировано непосредственное охранение конвоев из крейсеров ПВО Calcutta и Coventry и эсминцев Greyhound, Vampire, Vendetta, Voyager, вышедшее из Александрии. Основной флот также вышел в море, прикрывая как эти конвои, так и сложные действия по усилению сил в бухте Суда и атаку на Додеканесские острова. Конвой MW-4 пришёл на Мальту без потерь 26 ноября.

#### Операция Collar
Эта операция Соединения «H» из Гибралтара совпала по времени с остальными двумя конвоями. Действия в рамках операции Collar прикрывали проводку двух грузовых судов на Мальту и одного в бухту Суда. Одновременно перебрасывались подкрепления для Средиземноморского флота.
Конвой Collar состоял из судов Clan Forbes и Clan Fraser, следующих на Мальту, и New Zealand Star, следующего в бухту Суда в сопровождении эсминцев: Duncan, Hotspur, Velox, Vidette, Wrestler и корветов: Gloxinia, Hyacinth, Peony, Salvia. Из эсминцев только Velox и Wrestler прикрывали суда в Сицилийских проливах. Конвой прошёл через Гибралтарский пролив 25 ноября.
Одновременно, крейсера Manchester и Southampton, образовав Соединение «F», грузили на борт войска, предназначавшиеся для Мальты и доставленные в Гибралтар из метрополии транспортом Franconia.
В качестве сил прикрытия, конвой и Соединение «F» сопровождало Соединение «H» в составе линейного крейсера Renown, авианосца Ark Royal, крейсеров Despatch и Sheffield и 8 эсминцев: Encounter, Faulknor, Firedrake, Forester, Fury, Jaguar, Kelvin, Wishart.
Соединение «D» из состава Средиземноморского флота: линкор Ramillies, крейсера: Berwick, Coventry и Newcastle (последний вышел с Мальты) под прикрытием эсминцев Defender, Diamond, Gallant, Greyhound и Hereward должно было встретить конвой и составить дополнительный эскорт в районе Сицилийских проливов. Соединение «C» из состава Средиземноморского флота: авианосец Eagle, линкоры Malaya и Barham осуществляло дальнее прикрытие восточнее.
Курс конвоя был проложен как можно ближе к берегу Алжира, считавшегося нейтральным, как можно дальше от Сицилийских авиабаз. Однако вмешательство Итальянского Флота вызывало изменения в планах операции, и в конечном счёте произошло сражение, известное как Бой у мыса Спартивенто.
В ходе него, конвой с небольшим охранением продолжал движение, пока обе эскадры, объединившись, преследовали итальянский Флот, который, однако, скрылся, пользуясь преимуществом в скорости. Во время боя крейсер Berwick получил попадание. С итальянской стороны по крайней мере два корабля получили попадания. Транспорты и охранение конвоя беспрепятственно дошли до цели. Из их числа New Zealand Star и корветы отправились дальше в бухту Суда вместе с дрифтерами Fellowship и Lanner.

#### Конвой ME-4
Конвой вышел с Мальты 26 ноября после прибытия на остров конвоя MW-4. ME-4 состоял из пяти порожних транспортов Cornwall, Devis, Rodi, Volo и Waiwera, сопровождавшихся крейсером ПВО Calcutta и эсминцами Vampire, Vendetta, Voyager. Конвой прибыл в Александрию 29 ноября. По пути суда Cornwall, Rodi и Volo отделились от основных сил и направились в Порт-Саид.

### Операция MC.2 / Hide
Следующая операция Средиземноморского Флота была названа MC.2 и имела пять целей: проводку двух конвоев на Мальту и одного с Мальты, прикрытие конвоя из Пирея в Александрию и проводку войскового транспорта HMS Ulster Prince на Крит и далее в Грецию. К тому же, в ходе операции, авианосцы флота произвели налёт на Додеканезские острова, а крейсера и эсминцы провели рейд в Адриатике. Также были произведены авиационный налёт и обстрел с моря побережья Албании.
Одновременно Соединение «H» из Гибралтара находилось в море в рамках операции «Hide», встречая конвой MG-1 с Мальты и линкор Malaya, выводимый из состава Средиземноморского флота. Соединение «H» состояло из линейного крейсера Renown, авианосца Ark Royal, крейсера Sheffield и эсминцев Faulknor, Firedrake, Forester, Fortune, Foxhound. В дальнейшем оно усилилось эсминцами Duncan, Encounter, Isis, Jaguar, Wishart.

#### Конвой MW-5A
Конвой, состоящий из сухогрузов Lanarkshire и Waiwera в сопровождении линкора Malaya и эсминцев Defender, Diamond, Nubian и Wryneck, вышел из Александрии после полудня 16 декабря и без потерь прибыл на Мальту 20 декабря.

#### Конвой MW-5B
Этот конвой изначально делился на две секции: первая секция вышла из Порт-Саида 15 декабря в составе торговых судов: Pontfield, Rodi и Volo. HMS Ulster Prince также вышел в составе этой части конвоя. Утром 16 декабря из Александрии вышла вторая часть конвоя: сухогрузы Devis и Hoegh Hood в сопровождении крейсера ПВО Calcutta, эсминца Havock и подлодки Parthian.
В море обе части прикрывались основными силами Флота, вышедшими из Александрии, и включавшими в себя линкоры: Valiant, Warspite, авианосец Illustrious, крейсеры Gloucester и York, эсминцы Dainty, Greyhound, Hasty, Hereward, Hero, Hyperion, Ilex, Janus, Jervis, Juno, Mohawk. В дополнение к этим силам крейсер Orion находился в Пирее, а крейсера Ajax и Sydney направлялись на соединение из бухты Суда.
Две части конвоя MW-5B соединились в 08:00 17 декабря. Hoegh Hood из-за малой скорости отстал и продолжил путь отдельно под охраной эсминца Havock. И оба конвоя (MW-5A и MW-5B), и Hoegh Hood благополучно прибыли на Мальту 20 декабря.

#### Конвой ME-5A
Конвой был сформирован на Мальте из порожних судов, которые перегонялись в Александрию: Breconshire, Clan Ferguson, Clan Macaulay и Memnon. Конвой вышел после полудня 20 декабря в сопровождении крейсера ПВО Calcutta, эсминца Wryneck и корветов Hyacinth, Peony и Salvia; в течение последующей ночи он сопровождался главными силами флота. 23 декабря конвой невредимым прибыл в Александрию.

#### Конвой MG-1
Этот конвой с Мальты имел своим пунктом назначением Гибралтар. Он также вышел с Мальты после полудня 20 декабря и состоял из судов Clan Forbes и Clan Fraser. Его сопровождали линкор Malaya, прибывший на Мальту вместе с MW-5A, и эсминцы Hasty, Hereward, Hero, Hyperion, Ilex.
Остальной флот, охранявший ME-5A от возможной надводной атаки, снова повернул на запад и вступил в охранение MG-1 в период с 15:00 до 19:30 21 декабря, после чего конвой с линкором Malaya и пятью эсминцами продолжил самостоятельный путь на запад, до встречи с Соединением «H», вышедшим из Гибралтара, а Средиземноморский флот повернул в Александрию.
Позже на переходе эсминец Hyperion подорвался на мине, и затем был потоплен эсминцем Janus, который при получении информации о подрыве был послан на помощь с Мальты вместе с 14-й флотилией эсминцев.
Соединение «H», линкор Malaya и конвой MG-1 пришли в Гибралтар в течение 24 декабря, завершив таким образом конвойные операции на Мальту и с неё на 1940 год.

## 1941 год

### Операция Excess / MC.4
Конвои 1941 года начались комплексной операцией Соединений как из Александрии, так и из Гибралтара. Средиземноморский Флот прикрывал переход быстроходного конвоя из одного судна на Мальту, тогда как с Мальты на восток вышли транзитные быстроходный и тихоходный конвои в Восточное Средиземноморье и два конвоя в Эгейское море. Операция носила наименование Excess для западной части перехода и MC.4 для восточной. Фактически, все они теперь известны под общим названием: Операция Excess.

#### Конвой Excess
Конвой из Великобритании, состоящий из 4 судов: Clan Cumming, Clan Fraser, Empire Song и Essex, пришёл в точку западнее Гибралтара в 16:00 6 января, сопровождаемый крейсером Bonaventure и эсминцами Duncan, Hasty, Hereward, Hero. Из этих судов три следовали транзитом в Пирей, а на Мальту шёл только Essex с грузом в 4000 тонн боеприпасов, 12 истребителей Hurricane и 3000 тонн семенного картофеля для острова. Соединение легло на курс через пролив и прошло его после наступления темноты, чтобы избежать обнаружения иностранными агентами, располагающимися на берегу пролива. В качестве прикрытия конвоя шло Соединение «H» в составе: линейный крейсер Renown, линкор Malaya, авианосец Ark Royal, крейсер Sheffield и 8 эсминцев: Duncan, Faulknor, Firedrake, Forester, Fortune, Foxhound, Fury, Jaguar.
На следующий день Malaya, Firedrake и Jaguar усилили конвой, войдя в его непосредственное охранение, Соединение «H» продолжало движение впереди по курсу и севернее, в качестве прикрытия. В течение 9 января Ark Royal отправил пять самолётов Swordfish для усиления авиации Мальты.
Контакт со Средиземноморским Флотом был установлен утром 9 января, когда крейсера Gloucester, Southampton и эсминец Ilex присоединились к конвою. Соединение «H», за исключением Bonaventure и Jaguar, которые должны были пойти на Мальту, в тот же день незадолго до сумерек отделилось и направилось на запад.
В 07:20 10 января, по носу конвоя были замечены два итальянских миноносца: Circe и Vega. Jaguar и слегка отставший Bonaventure пошли на перехват. На рассвете последовал бой. После огромного расхода боеприпасов (только Bonaventure истратил шестьсот 133-мм снарядов), примерно через сорок минут боя миноносец Vega потерял ход, и затем был потоплен эсминцем Hereward. Второй противник отступил. Британские корабли вернулись к остальным кораблям эскорта.
Конвой и усилившийся крейсерами эскорт встретились вскоре после боя с основными силами Средиземноморского флота, вместе с которыми и прошли Сицилийские проливы. Во время форсирования проливов эсминец Gallant подорвался на мине и потерял носовую часть. Его необходимо было отбуксировать на Мальту, для чего выделили Bonaventure, Griffin и Mohawk. Эти корабли благополучно достигли Мальты 11 января, встретившись на острове с сухогрузом Essex, который прибыл самостоятельно в сопровождении эсминца Hero во второй половине дня 10 января.

#### Действия Средиземноморского Флота
5 января крейсера Gloucester, Southampton и эсминцы Ilex и Janus вышли из Александрии в составе Соединения «B» в бухту Суда. На следующий день, 6 января, крейсера Соединения «B» посадили на борт армейские части и персонал RAF и направились на Мальту, попутно эскортируя конвой в Пирей. 7 января они оставили этот конвой и самостоятельно направились на остров. После высадки и разгрузки на Мальте 8 января, эти корабли вышли и встретили утром 9 января конвой Excess, как было сказано выше.
Основные силы флота вышли из Александрии перед рассветом 7 января в составе: линкоры Valiant и Warspite, авианосец Illustrious и 7 эсминцев: Dainty, Gallant, Greyhound, Griffin, Jervis, Mohawk, Nubian, и направились в бухту Суда, где эсминцы заправились, зайдя туда в 12:30 8 января. Корабли снова вышли в море в 14:00 в сопровождении крейсера Sydney и эсминца Stuart, которые отделились от флота после полудня 9 января и ушли в Александрию. Флот продолжил выполнение операции, чтобы встретить конвой Excess и сопроводить Мальтийские конвои.

#### Конвой MW-5½
Этот конвой вышел из Александрии в 14:00 7 января в сопровождении крейсера ПВО Calcutta и эсминцев Defender и Diamond; он состоял из войскового транспорта Breconshire и судна Clan Macaulay. Не подвергшись атакам, группа благополучно прибыла на Мальту в 08:00 10 января. Его прикрытие предусматривало сложные перемещения Средиземноморского Флота на время перехода.

#### Конвой ME-5½
Сформированный из двух порожних судов: Lanarkshire и Waiwera, конвой вышел с Мальты 10 января, сразу же по прибытии туда конвоя MW-5½, в сопровождении крейсера ПВО Calcutta и эсминца Diamond. Calcutta почти немедленно отделилась, чтобы присоединиться к конвою «Excess». Конвой ME-5½ продолжил движение, чтобы на следующий день присоединиться к конвою ME-6. Он оставался с ним до утра 12 января, когда южнее Крита отделился, и прибыл в Александрию 13 января.

#### Конвой ME-6
Этот конвой включал тихоходные суда Devis, Hoegh Hood, Rodi, Trocas, Volo и танкеры Plumleaf и Pontfield, которые также вышли с Мальты 10 января в охранении трёх корветов: Hyacinth, Peony, Salvia. По плану, крейсера Gloucester, Southampton и эсминец Diamond должны были присоединиться к этому конвою, но обстоятельства помешали этому. Крейсера Ajax, Orion, Perth и York, вышедшие из бухты Суда, случайно встретили конвой и присоединились к нему утром 10 января. Уже в полдень Ajax снова отделился. В сумерках также отделились Orion и Perth, оставляя в охранении только York, корветы также ушли в бухту Суда. Эсминец Nubian присоединился к конвою в 08:00 12 января, сменив York, покинувший конвой в 10:00 того же дня. Конвой без потерь прибыл в Александрию 13 января.

#### Воздушная атака на флот
Атака была организована силами Оси из соображений, что при устранении главного компонента охранения, уничтожение сопровождаемых судов облегчается. Мощная атака была предпринята после того, как конвои вышли с Мальты. Она была нацелена сначала на крупные корабли Флота, переключившись позже на крейсера.
В отличие от более ранних атак, которые проводились Итальянским Военно-морским флотом и Военно-воздушными Силами, эти последние, наиболее разрушительные налёты были предприняты в основном немецкой авиацией. Сражение началось атакой итальянских торпедоносцев сразу после полудня 10 января, от которой корабли уклонились. Вскоре прибыло большое соединение немецких пикирующих бомбардировщиков и предприняло очень умелую атаку исключительно на авианосец Illustrious. Шестью прямыми попаданиями и тремя близкими разрывами авианосец был выведен из строя, и на нём начались серьёзные пожары. На авианосце была приведена в негодность полётная палуба, выведена из строя половина вооружения и повреждено управление. Управляясь машинами, авианосец покинул Флот и пошёл на Мальту в охранении эсминцев Hasty и Jaguar, по пути он вновь подвергся атакам, на этот раз безуспешным. Вскоре после 22:00 10 января авианосец наконец встал на якорь в бухте Мальты, хотя пожары не были погашены на нём до 03:00 11 января. Потери экипажа составляли 126 человек убитыми и 91 ранеными.
Следующий удар был нанесён по основным силам флота в 17:00 и сосредоточен на линкоре Valiant, но без результата. Тем не менее, на следующий день пикирующие бомбардировщики вернулись, выбрав своей целью крейсера. Gloucester был поражён бомбой, которая не взорвалась, но Southampton получил три прямых попадания, которые вызвали большие пожары. Хотя при тушении пожаров вначале был достигнут некоторый успех, борьба за живучесть не дала результата; корабль был покинут, и вечером затоплен торпедами крейсеров Gloucester и Orion. Потери Gloucester составили 9 убитых и 14 раненных, Southampton потерял 80 убитыми и 87 ранеными.

#### Переход Illustrious с Мальты в Александрию
Illustrious находился на Мальте с 10 по 23 января, производя минимальный ремонт, позволяющий выйти в море. В течение этого периода на корабль было произведено множество безрезультатных налётов, первый из которых состоялся 13 января. Две масштабных бомбовых атаки были проведены 16 января; в ходе их корабль получил попадание в корму, на которую и так приходились основные повреждения от предыдущих атак. Следующая атака 19 января снова привела к повреждениям и частичному затоплению.
Когда Illustrious покидал Мальту в 18:46 23 января, никто не мог сказать, какую скорость выдадут его машины. Корабль отправился на юг, чтобы держаться как можно дальше от сицилийских авиабаз, где базировались немецкие пикирующие бомбардировщики. Сначала скорость корабля была 25 узлов, которую он поддерживал в течение шести часов, затем она упала до 21 узла, но 24 января её удалось поднять до 23 узлов. С этой скоростью авианосец благополучно пришёл в Александрию в 13:00 25 января, с остатком топлива в 60 тонн.
На переходе с Мальты авианосец сопровождали эсминцы Greyhound, Janus, Jervis и Juno, посланные для этой цели из бухты Суда. На конечном этапе перехода в Александрию предусматривалось прикрытие флотом в составе линкоров Barham и Valiant, крейсера Perth и эсминцев Diamond, Griffin, Hasty, Mohawk, Nubian и Stuart. Соединение не нашло в море авианосец, поскольку его скорость была значительно больше, чем ожидалось.

### Возвращение Breconshire и Clan Macaulay
Эти два судна, пришедшие на Мальту в конвое MW-5½, готовы были теперь возвращаться. Соответственно, после высадки войск на Мальте суда самостоятельно вышли с острова в сумерках 20 февраля: Breconshire в сопровождении эсминца Havock и Clan Macaulay в сопровождении эсминца Hotspur.
Breconshire и эскортирующий его эсминец соединились с основными силами Флота вечером 21 февраля и пришли в Александрию 22 февраля. Clan Macaulay и его эсминец были усилены крейсером ПВО Coventry 21 февраля и после полудня подверглись атаке немецкой авиации. Несмотря на это, Clan Macaulay прошёл «бомбовую аллею» (как стали называть восточную часть Средиземноморья между Критом и Северной Африкой) неповреждённым и вместе со своим эскортом также пришёл в Александрию 22 февраля.

### Операция MC.9

#### Конвой MW-6
Этот конвой включал проводку четырёх судов на Мальту в рамках операции Средиземноморского флота под названием MC.9. Три судна: City of Manchester, Clan Ferguson и Perthshire вышли из Хайфы 19 марта в сопровождении эсминцев Griffin и Hotspur, ещё одно судно — City of Lincoln вышло из Александрии в сопровождении эсминца Greyhound. Суда соединились к северу от Александрии и продолжили движение, держась западного побережья Крита, чтобы иметь истребительное прикрытие с аэродрома Малеме.
Основные силы флота: линкоры Barham, Valiant, Warspite, авианосец Formidable, эсминцы: Havock, Hero, Ilex, Jaguar, Janus, Jervis, Juno, Mohawk и Nubian вышли из Александрии для прикрытия конвоя и присоединились к нему к полудню 21 марта — сроку, когда ожидались воздушные атаки противника. Крейсер Bonaventure, вышедший из бухты Суда, уже успел присоединиться к конвою. В 16:00 крейсера Ajax, Gloucester, Orion, Perth, York и эсминцы Hasty, Hereward, Stuart также присоединились к основным силам флота, чуть позже крейсера ПВО Calcutta, Carlisle и Coventry вместе с эсминцем Havock усилили непосредственное охранение конвоя. В течение ночи флот шёл севернее конвоя, имея отряд крейсеров ещё севернее. Состав соединений не менялся в течение дня 22 марта; на заходе солнца от флота отделились эсминцы Mohawk и Nubian, чтобы заменить Carlisle и Coventry в охранении конвоя.
Конвой и эскорт прибыли неповреждёнными на Мальту в 07:00 23 марта. Однако почти одновременно с прибытием конвоя началась воздушная атака на Мальту, и City of Lincoln получил незначительные повреждения, а Perthshire получил попадание бомбы и загорелся.

### Операции MD.2 и MD.3
Эти две операции Средиземноморского флота включали в себя доставку подкреплений на Мальту, вывод пустых судов с острова, и обстрел Триполи.
Операция началась 18 апреля, когда флот, состоящий из линкоров Barham, Valiant и Warspite, авианосца Formidable, крейсеров ПВО Calcutta, Phoebe и эсминцев: Defender, Encounter, Griffin, Havelock, Hereward, Jaguar, Kimberley, Kingston, вышел из Александрии в бухту Суда для заправки. Двенадцать часов спустя, вслед за Флотом, вышел транспорт Breconshire в сопровождении крейсера Perth и эсминца Hotspur. Флот заправился топливом в бухте Суда 19 апреля, и в 16:30 вышел курсом на юго-запад, для встречи с Breconshire.

#### Конвой ME-7
В сумерках 19 апреля этот конвой вышел с Мальты. Он состоял из судов City of Lincoln, City of Manchester, Clan Ferguson и Perthshire, следующих в балласте, в сопровождении эсминцев: Diamond, Janus, Jervis и Nubian.
В 08:00 20 апреля к флоту присоединились крейсера Ajax, Gloucester, Orion и эсминцы Hasty и Hero, некоторое время спустя Breconshire и его эскорт были встречены флотом. В полдень также произошло рандеву флота с конвоем ME-7, Janus и Jervis из состава эскорта конвоя пошли вместе с флотом, а ME-7 продолжил движение в Александрию, сопровождаемый крейсерами ПВО Calcutta, Phoebe и эсминцами Diamond и Nubian, прибыв туда без происшествий.
Флот продолжал движение к западу без происшествий. В сумерках от него отделился и ушёл на Мальту Breconshire в сопровождении эсминца Encounter. Затем Флот повернул на юг, для обстрела Триполи, что и выполнил в 05:00 21 апреля. На отходе Флот не встретил никакого противодействия, кроме слабых атак авиации. Janus и Jervis в сумерках отделились от флота, чтобы вернуться на Мальту.
Breconshire после быстрой разгрузки был отправлен с Мальты 28 апреля в сопровождении крейсера ПВО Dido, минного заградителя Abdiel (шедших транзитом через Средиземное море в рамках операции Salient) и эсминцев Imperial, Jaguar, Jervis и Juno. После беспрепятственного перехода все суда и корабли пришли в Александрию.

### Операция Tiger / MD.4
С эвакуацией Греции и Крита, когда Армия с помощью Средиземноморского флота спешно эвакуировала войска, почти всё её тяжёлое вооружение было потеряно. Исходя из сложившейся обстановки правительство, несмотря на предшествующий опыт, приказало провести конвой быстроходных судов из Гибралтара в Александрию. Совсем непонятно, почему при этом была проигнорирована возможность также осуществить доставку на Мальту. Так как решение на проведение операции было чисто политическим, то с потребностями Мальты, даже с самыми срочными, не считались. Всего один быстроходный транспорт на Мальту мог бы сделать существенный вклад в ситуацию со снабжением острова, и трудно понять причины такого решения Лондона. Так как Мальта содействовала в проводке данного конвоя, то эта операция также учтена, как пример упущенной возможности снабжения острова.
Пять судов: Clan Campbell, Clan Chattan, Clan Lamont, Empire Song и New Zealand Star были отправлены из Клайда к Гибралтару 28 апреля в составе войскового конвоя WS-8A. Эти суда отделились от основного конвоя 2 мая и, в сопровождении линейного крейсера Repulse, крейсера Naiad и эсминцев Harvester, Havelock и Hesperus, проследовали через пролив в сторону Мальты. Naiad был послан вперёд в Гибралтар, чтобы сообщить о состоянии конвоя, в частности Clan Campbell, который из-за аварии не смог проследовать дальше Гибралтара.
Дополнительно к судам конвоя присоединился линкор Queen Elizabeth, предназначавшийся для усиления Средиземноморского Флота. Он пришёл в Гибралтар из Фритауна 30 апреля.
Queen Elizabeth, Fearless, Foresight, Fortune и Velox вышли из Гибралтара на запад в 16:00 4 мая, встретив Repulse и его эсминцы, сопровождающие пять судов. Эсминцы зашли в Гибралтар, для заправки топливом. Соединение H в составе: линейный крейсер Renown, крейсера Fiji и Sheffield вышло позже, чтобы также сопровождать конвой, в то время как эсминцы Kashmir и Kipling выполняли проводку судов через пролив.
Конвой прошёл пролив в 01:30, а боевые корабли в 04:30 6 мая. Организация была следующая:
- Конвой из пяти торговых судов сопровождали эсминцы Fearless, Foresight, Fortune, Kashmir и Kipling.
- Соединение H: Renown, Ark Royal и Sheffield с эскортом из Harvester, Havelock и Hesperus прикрывало их.
- Подкрепления для восточной части моря состояли из Queen Elizabeth, Fiji, Gloucester и Naiad в сопровождении Faulknor, Forester и Fury.
- Эсминцы Velox и Wrestler предназначались для охранения в районе Гибралтара.

Gloucester вместе с Kashmir и Kipling должен был базироваться на Мальту и действовать с острова. Однако гавань и якорная стоянка были блокированы минами, поэтому все три корабля были вынуждены до начала операции уйти в Гибралтар. Gloucester в пути получил бомбовое попадание. Но бомба не взорвалась, просто проделав два 6-дюймовых отверстия в палубе юта и шкафута, а также в его параване взорвалась мина, вызвав некоторое обводнение топливных цистерн. Придя в Гибралтар 4 мая, крейсер сразу приступил к устранению повреждений, чтобы принять участие в операции.
8 мая около полудня конвой достиг опасного района возможных атак. Первая атака итальянских торпедоносцев началась в 13:45. Она была отбита без какого-либо ущерба для кораблей. Дальнейшие итальянские атаки, в течение остального дня, также не достигли успеха. В 20:15 Renown, Ark Royal, Sheffield, Harvester, Havelock и Hesperus повернули в Гибралтар. В момент поворота ещё один итальянский торпедоносец сбросил торпеды, выполнив атаку с высокой точностью. При её отражении Renown пострадал от собственного огня, когда 114-мм башня P3 (номер 3 левого борта) из-за неисправности блокиратора сделала выстрел в тыловую броню башни P2, убив 6 и ранив 26 человек из её расчёта.
На этом этапе Операция Tiger становится частью действий Средиземноморского Флота под названием MD.4.

#### Конвой MW-7A
14-узловой конвой, состоящий из четырёх судов: Amerika, Settler, Thermopylae и Talabot, сопровождаемый крейсерами ПВО Calcutta, Dido, Phoebe и эсминцами Hereward, Hero, Ilex и Isis, вышел из Александрии 6 мая и пришёл на Мальту 10 мая, одновременно с проходом конвоя Tiger мимо острова.

#### Конвой MW-7B
Конвой из двух 10-узловых танкеров Hoegh Hood и Svennor, сопровождаемый крейсерами ПВО Carlisle и Coventry, эсминцами Decoy, Defender и Greyhound, корветом Gloxinia (который был оснащён тралом магнитных мин) и тральщиком Swona, вышел из Александрии 5 мая и прибыл на Мальту 10 мая.
Оба этих конвоя прикрывались Средиземноморским Флотом: линкоры Barham, Valiant и Warspite, авианосец Formidable, крейсера Ajax, Orion и Perth и 12 эсминцев: Griffin, Havock, Hotspur, Imperial, Jaguar, Jervis, Juno, Kandahar, Kimberley, Kingston, Napier и Nizam. Флот сопровождали быстроходный минный заградитель Abdiel с контактными минами на борту и транспорт Breconshire с припасами и топливом для Мальты. Флот вышел из Александрии 6 мая.

#### Действия флота до 10 мая (MD.4)
Вскоре после отхода Defender вынужден был выйти из MW-7B из-за неисправностей и возвратиться в Александрию.
В 11:30 7 мая Ajax, Havock, Hotspur и Imperial отделились для совершения обстрела Бенгази, что они и выполнили последующей ночью. Это соединение присоединилось к флоту в 17:00 8 мая, доложив о вероятном уничтожении двух грузовых судов в порту.
С наступлением сумерек 8 мая пять крейсеров ПВО: Calcutta, Carlisle, Coventry, Dido, Phoebe были отделены и посланы к конвою Tiger, тогда как Breconshire в сопровождении Havock, Hotspur и Imperial (все снабжены устройством размагничивания) продолжил путь на Мальту. Конвои MW пришли на Мальту к полудню 9 мая, а в 15:15 того же дня флот встретил конвой Tiger.
После ухода Соединения «H», конвой Tiger и корабли поддержки продолжили путь к востоку без проблем до полуночи 8 мая, когда в параванах New Zealand Star взорвалась мина; через три минуты Empire Song (бывший китобой) затралил параваном две мины, которые и взорвались у его борта. Судно вынуждено было покинуть ордер и сообщило об пожаре в трюме, где находились боеприпасы.
Foresight и Fortune также вышли из ордера и держались в стороне от Empire Song, позже Foresight подошёл и снял с повреждённого судна команду. После того как было решено, что судно можно спасти, добровольцы из офицеров Foresight и торговых моряков судна были посланы в качестве спасательной партии. В этот момент Empire Song взорвался, с широким разбросом боеприпасов и обломков. Китобой затонул (погиб только один человек), а оба эсминца присоединились к конвою: Foresight имел на борту 130 спасённых, которых позже ушёл высаживать на Мальту.
Крейсера Dido и Phoebe присоединились к конвою в 06:00 9 мая, Calcutta, Carlisle и Coventry в 08:00, тогда как основной флот был встречен только в 15:15.
В восточной части перехода, эсминцы были отряжены для выполнения повторного обстрела Бенгази — выпустив 866 120-мм снарядов по району гавани в течение 9 минут. Операция Tiger завершилась прибытием конвоя в Александрию в полдень 12 мая, с потерей только одного судна — Empire Song. С прибытием конвоя армия и ВВС получили пополнение: 238 танков, 64 истребителя Hurricane, большое количество боеприпасов и т. п.

### Операция Substance
Эта операция обеспечивала прикрытие проводки конвоя GM-1 (англ. Gibraltar-Malta 1) на Мальту и возврат порожних судов с Мальты в Гибралтар, в составе конвоя MG-1. С обозначениями могла возникнуть неразбериха, поскольку название GM-1 уже использовалось в сентябре 1939 года для обозначения конвоя, состоящего из лайнеров и следующего из Клайда в Порт-Саид и далее. Помимо этого, обозначение MG.1 хронологически позже было использовано в операции Средиземноморского Флота, состоявшейся в марте 1942 года при прикрытии проводки конвоя MW-10.
Предварительно транспорты и их охранение, шедшие из Великобритании, вышли из Клайда в составе конвоя WS-9C 11 июля. Торговые суда City of Pretoria, Deucalion, Durham, Melbourne Star, Port Chalmers, Sydney Star и небольшое пассажирское судно Leinster направлялись на Мальту. Помимо этого, большое пассажирское судно Pasteur с войсками для Мальты должно было загрузится в Гибралтаре. В сопровождении конвоя были крейсера Arethusa и Manchester, минный заградитель Manxman и эсминцы Cossack, Lightning, Maori, Nestor и Sikh.
Pasteur отделился от конвоя 17 июля в сопровождении Manchester, Lightning и Nestor. Судно вместе со своим эскортом было встречено эскортными миноносцами Avon Vale, Eridge и Farndale, отправленными из Гибралтара, и вместе с ними прибыло в Гибралтар 19 июля.
Leinster также отделился 17 июля в сопровождении Arethusa, Cossack, Maori и Sikh и пришёл в Гибралтар рано утром 20 июля. К несчастью, на следующий день он сел на мель и был не в состоянии продолжить движение далее вместе с конвоем.
Manxman также отделился от WS-9C и пришёл в Гибралтар 19 июля.
Операция началась 21 июля с отправкой танкера Brown Ranger в сопровождении эсминца Beverley для дозаправки эсминцев, сопровождающих конвой в Средиземном море. Суда конвоя WS-9C прошли Гибралтарский пролив в 01:45 21 июля, туманной ночью, в сопровождении линкора Nelson, крейсера Edinburgh, заградителя Manxman и эсминцев и эскортных миноносцев: Avon Vale, Eridge, Farndale, Fury, Lightning. После этого к конвою присоединились Arethusa, Manchester, Cossack, Maori, Nestor, Sikh, вышедшие на следующий день вместе с кораблями Соединения «H»: линейный крейсер Renown, авианосец Ark Royal, крейсер Hermione и эсминцы Faulknor, Fearless, Firedrake, Foresight, Forester, Foxhound, Duncan.
В течение 22 июля эсминцы конвоя заправились топливом от Brown Ranger, десять кораблей попарно. По завершении заправки танкер и Beverley возвратились в Гибралтар, прибыв туда 23 июля.
23 июля с Мальты вышел конвой MG-1 в составе: Breconshire, Amerika, Hoegh Hood, Settler, Svennor, Talabot, Thermopylae, в сопровождении эсминца Encounter. К несчастью, Svennor при отходе задел мол и был вынужден возвратиться в порт для ремонта, остальные суда отправились на запад, чтобы встретиться с подходящими боевыми кораблями.
Вражеская авиация обнаружила Соединение «H» и конвой, следующий из Гибралтара, 23 июля и провела воздушную атаку приблизительно около 10:00. В ходе атаки были торпедированы крейсер Manchester и эсминец Fearless. Manchester отправился в Гибралтар в сопровождении миноносца Avon Vale, Fearless пришлось затопить. Позже, в тот же день, Firedrake, следуя впереди конвоя, попал на минное поле и подорвался. Его был вынужден взять на буксир Eridge, и корабли направились в Гибралтар. В конечном счёте они достигли базы 27 июля. Тем временем Wishart, посланный из Гибралтара, усилил охранение Manchester и отослал Avon Vale на помощь Eridge.
В сумерках 23 июля конвой подошёл к Сицилии, избежав обнаружения противником. Фактически по конвою были предприняты только две атаки, обе торпедными катерами. Хотя во время второй Sydney Star получил попадание, он остался на плаву и продолжил переход на Мальту после того, как около 500 солдат было снято с его борта эсминцем Nestor. Это заслуживает внимания, поскольку австралийский эсминец Nestor уже до этого момента имел, помимо собственной команды, 300 человек пассажиров.
Ранним утром 24 июля Arethusa, Edinburgh и Manxman покинули конвой и на высокой скорости отправились на Мальту, чтобы высадить войска и выгрузить припасы. Они прибыли на остров в полдень. Спустя четыре часа пришёл и конвой. Крейсера, прибывшие на остров, плюс Hermione, который к вечеру привёл повреждённый Sydney Star, тем же вечером отправились в Гибралтар в сопровождении Cossack, Foxhound, Maori, Nestor, Sikh. Farndale остался на Мальте для устранения неисправностей.

#### Конвой MG-1
Этот конвой был сформирован после того, как Мальтийские воды были очищены от мин. Шесть судов этого конвоя разделились на три пары, распределённые по скорости, и вышли в море. Только вторую пару сопровождал единственный эсминец Encounter. В пути все суда были атакованы авиацией. Hoegh Hood был повреждён авиационной торпедой, но уцелел и смог прийти в Гибралтар. Breconshire и Talabot в сопровождении Encounter прибыли утром 26 июля, Amerika и Thermopylae после полудня того же числа, Settler в 02:30 27 июля, повреждённый Hoegh Hood в 08:30 утра. Повреждённый при выходе Svennor, после аврального ремонта на Мальтийской верфи, прибыл в одиночку в Гибралтар только 28 июля.
В ходе операции Substance, Средиземноморский флот выходил 22 июля по направлению к Мальте, чтобы создать видимость, что конвой является повторением операции Tiger. Флот находился в море до 24 июля, а затем возвратился в Александрию и Порт-Саид.

### Операция Mincemeat
Фактически операция по постановке минных заграждений у Ливорно. Она прикрывалась Соединением «H», выходившим из Гибралтара. Попутно использовалась возможность прикрыть возврат двух одиночных транспортов из состава конвоя GM-1.
Быстроходное судно Durham покинуло Мальту с наступлением темноты 21 августа и, несмотря на подрыв на мине, пришло в Гибралтар 24 августа. Судно Deucalion вышло 26 августа, сопровождаемое эскортным миноносцем Farndale, который также пришёл с предыдущим конвоем и задержался на Мальте из-за устранения неисправностей. Оба судна благополучно прибыли в Гибралтар 26 августа.

### Операция Halberd
В основном повторение операции Substance: проводка из Гибралтара на Мальту конвоя GM-2 и возвращение трёх из оставшихся четырёх порожних судов с Мальты в конвое под названием MG-2.

#### Конвой GM-2
Была запланирована отправка на Мальту девяти транспортов: Breconshire, Ajax, City of Calcutta, City of Lincoln, Clan Ferguson, Clan Macdonald, Dunedin Star, Imperial Star и Rowallan Castle. Охранение конвоя предусматривалось Соединением «H», в значительной степени усиленным кораблями Home Fleet’а. Также 11 сентября из Саймонстауна в Гибралтар вышел крейсер Edinburgh.
12 сентября из Клайда в Гибралтар был отправлен крейсер Sheffield с 300 солдатами на борту и зенитными автоматами Oerlikon, предназначенными для установки на корабли Соединения «H» в качестве усиления их зенитной артиллерии. Он прибыл туда 17 сентября.
Суда для Мальты и их эскорт вышли из Клайда в составе конвоя WS-11X 17 сентября. Конвой, помимо упомянутых судов, включал лайнер Stratheden (только в течение двух дней), и вспомогательные крейсера Queen Emma, Princess Beatrix, Royal Scotsman, Ulster Monarch, следующие во Фритаун, а также транспорт Leinster, следующий только до Гибралтара.
Эскортом конвоя от Клайда были линкор Prince of Wales, крейсера Euryalus и Kenya, эсминцы Garland, Isaac Sweers, Laforey, Lightning, Oribi и Piorun. Из Гибралтара к ним навстречу 18 сентября вышли эсминцы Foresight, Forester, Gurkha, Lance, Legion и Zulu и уже на следующий день вошли в состав охранение конвоя.
С 19 сентября начался сложный манёвр силами в Гибралтаре, частично, для снабжения топливом кораблей в ходе Средиземноморского перехода, частично, для усиления эскорта при проходе Гибралтарского пролива, а также для маскировки планов от возможных вражеских наблюдателей. Так, 19 сентября крейсер Sheffield вышел в сопровождении эсминца Lively, чтобы присоединиться к конвою в полдень 20 сентября. Крейсера Euryalus и Kenya пришли в Гибралтар после наступления темноты 22 сентября, заправились топливом и вышли перед рассветом, чтобы присоединиться к конвою на следующий день. Prince of Wales с Laforey, Lightning и Oribi проделали подобную эволюцию. Одновременно эсминцы Cossack, Farndale и Heythrop вышли в море, чтобы присоединиться к конвою 24 сентября в качестве дополнительного охранения. Наконец, 24 сентября линкор Rodney, на переходе с Бермудских островов в Великобританию, пришёл в Гибралтар в 09:00 в сопровождении эсминцев Garland, Isaac Sweers и Piorun, чтобы заправится топливом, и встал на якорь рядом с Nelson. Nelson вышел на следующий день на соединение с конвоем, вместе с бывшим эскортом Rodney, оставив сам Rodney на месте. Подняв флаг Адмирала и демонстративно прощаясь сигналами с берегом, линкор вышел в море. Таким образом старались показать, что это был простой заход корабля в промежуточную базу (подразумевалось, что ушёл Rodney) на пути в Великобританию.
Крейсер Edinburgh вышел на соединение с конвоем в полдень. Эсминцы Foresight, Forester, Gurkha, Lance, Legion, Lively и Zulu заправились топливом и вышли снова, с наступлением темноты, с остальной частью Соединения «H» — Rodney, Ark Royal, Hermione и эсминцем Duncan. Наконец, танкер Brown Ranger в сопровождении корвета Fleur de Lys вышел в сумерках, чтобы обеспечивать заправку эсминцев на переходе, а буксир St Day с расчётом, в случае необходимости, быть на позиции 26 сентября. Все корабли, выходившие в течение светового дня 24 сентября шли на запад, ложась на курс к проливу только после наступления темноты.
Конвой прошёл пролив в 01:30 25 сентября с эскортом, сформированным из 5 крейсеров: Edinburgh, Euryalus, Hermione, Kenya, Sheffield и 9 эсминцев: Cossack, Farndale, Foresight, Forester, Heythrop, Laforey, Lightning, Oribi, Zulu. Их сопровождало усиленное Соединение «H»: 3 линкора — Nelson, Prince of Wales, Rodney, авианосец Ark Royal и 9 эсминцев: Duncan, Fury, Garland, Gurkha, Isaac Sweers, Lance, Legion, Lively, Piorun.
После рандеву в 09:00 25 сентября, две группы боевых кораблей снова разделились и шли отдельно до 27 сентября, когда они соединились для совместного прохода наиболее опасной части вояжа. Уловка имела успех и итальянцы не подозревали о полной силе флота и не развёртывали свои силы до 27 сентября, когда только итальянский флот вышел на перехват конвоя.
Воздушная атака итальянских торпедоносцев началась в 13:00 и продолжалась в течение часа, в результате чего Nelson получил торпеду в правый борт и его скорость снизилась до 15 узлов. Это соответствовало скорости конвоя, так что он остался с непосредственным прикрытием конвоя.
Вскоре после того, как Nelson был повреждён, на расстоянии около 75 миль от конвоя был обнаружен итальянский флот. Неповреждённые Prince of Wales и Rodney, крейсера Edinburgh и Sheffield в сопровождении 6 эсминцев, были посланы на перехват, а Ark Royal подготовил воздушную атаку. Атака сорвалась, поскольку самолёты не смогли обнаружить итальянские корабли. Корабли вернулись к конвою и в 19:00 основные силы повернули на запад, чтобы вернуться в Гибралтар, тогда как конвой и непосредственное прикрытие продолжили переход.
Торпедоносцы продолжили атаки после наступления темноты и добились попадания в транспорт Imperial Star. Видя, что буксировать его невозможно, эсминец Heythrop снял с борта 300 человек из числа перевозимых военнослужащих и команду судна. Само судно затонуло после того, как было подожжено артиллерийским огнём эсминца Oribi.
В течение ночи крейсер Hermione подошёл к острову Пантеллерия и выполнил его обстрел, одновременно сбросив дымовые шашки в море, чтобы создать впечатление того, что конвой проходит непосредственно мимо острова, тогда как фактически он шёл гораздо севернее.
Все последующие атаки противника не имели успеха и на рассвете истребители с Мальты начали непрерывное воздушное прикрытие конвоя. В 08:30 крейсера Euryalus, Hermione, Kenya и Sheffield ушли вперёд конвоя и пришли на Мальту в 11:20, радостно встреченные огромной толпой на берегу. Они высадили свои войска и выгрузили боеприпасы и снова вышли в море в 18:30. Конвой, сопровождаемый Edinburgh и эсминцами, прибыл после полудня без дальнейших потерь.

#### Конвой MG-2
В течение операции транспорт Melbourne Star в одиночку вышел с Мальты 26 сентября и без происшествий пришёл в Гибралтар 29 сентября. Суда City of Pretoria и Port Chalmers вышли в темноте 27 сентября, с кратковременной локальной охраной корветами, и дальше совместно, в паре, пошли в Гибралтар. В течение ночи Port Chalmers подвергся атаке торпедных катеров. Суда разделились на рассвете и продолжили путь под Французскими флагами, Port Chalmers пришёл в Гибралтар 30 сентября не атакованный, а спустя несколько часов прибыл и City of Pretoria, который отбил три атаки торпедоносцев и уклонился от двух вероятных атак подлодок.
Эскорт конвоя, следовавшего на остров, вышел с Мальты в сумерках 28 сентября, возвращаясь в Гибралтар вдоль Северного берега Африки, и несколько раз был атакован подлодками. Попаданий не было, а более того, 30 сентября эсминцы Gurkha и Legion потопили итальянскую лодку Adua.
Основные силы соединения возвратились в Гибралтар в течение 30 сентября, а последние корабли к 08:30 1 октября. В тот же день Соединение Home Fleet’а ушло в Великобританию.

### Возвращение Breconshire в Александрию
Breconshire, стоящий в балласте на Мальте со времени прибытия конвоя GM-2, был вызван в Александрию и отправился 5 декабря в сопровождении эсминцев Kimberley и Kingston, с прикрытием из крейсеров Ajax, Neptune и эсминца Lively. Соединение подверглось воздушной атаке 6 декабря, обошедшейся без потерь. Позже в этот же день прикрывающее соединение отделилось от Breconshire и его эскорта. Им на замену из Александрии пришли крейсеры Carlisle, Galatea, Hobart и эсминец Hotspur, которые встретили конвой 7 декабря. Все корабли и Breconshire пришли в Александрию 8 декабря.

### Переход Breconshire на Мальту
Breconshire в сопровождении крейсеров Carlisle, Euryalus, Naiad и эсминцев Decoy, Havock, Hasty, Jervis, Kimberley, Kingston, Kipling и Nizam вышел из Александрии на Мальту 15 декабря. Carlisle отделился 16 декабря. Вышедшее с Мальты Соединение «K»: крейсера Aurora и Penelope, эсминцы Lance и Lively, встретило суда на рассвете 17 декабря.
В течение последующего дня на суда было проведено много воздушных атак, а около полудня получено сообщение о нахождении в море Итальянского флота. Но прежде чем итальянские корабли вступили в контакт, наступили сумерки. Breconshire, в сопровождении эсминцев Decoy и Havock, уклонился с пути, а эскорт приготовился к ночному бою. В последовавшем в темноте кратком бою контакт с противником был потерян. Контакт между собственными кораблями также постоянно прерывался, при этом только случайно обошлось без столкновений. Breconshire и Соединение «K», усиленное крейсером Neptune и эсминцами Jaguar и Kandahar, благополучно пришли на Мальту 18 декабря, остальные корабли возвратились в Александрию.

### Конвой ME-8
На Мальте скопилось множество порожних судов из предшествующих конвоев. Эти суда, а также крейсер Dido и эсминцы, были направлены на восток, чтобы освободить гавань.
26 декабря суда Ajax, City of Calcutta, Clan Ferguson и Sydney Star вышли в сопровождении крейсеров Ajax и Dido, эсминцев Arrow, Foxhound, Gurkha, Lance, Lively и Nestor. В то же время из Александрии им навстречу были отправлены крейсер Carlisle и эсминцы Isaac Sweers, Maori, Napier и Nizam. Isaac Sweers получил повреждения от волнения на море и вынужден был на следующий день уйти в Александрию, остальные корабли встретили конвой на рассвете 28 декабря. Lance и Lively отделились от конвоя, чтобы вернуться на Мальту.
28 декабря на конвой был произведён воздушный налёт. Некоторые суда получили незначительные осколочные повреждения, тем не менее все благополучно прибыли в Александрию 29 декабря, а Sydney Star, в сопровождении Nizam, был направлен в Порт-Саид.
Этим конвоем завершились конвойные операции 1941 года. К концу года на Мальте остались только Breconshire и Rowallan Castle.

## 1942 год

### Операция MF.2
Цель этой операции состояла в том, чтобы провести десантный транспорт Glengyle с припасами на Мальту и вывести с острова Breconshire. 6 января из Александрии вышли крейсера Euryalus и Naiad, эсминцы Foxhound, Gurkha, Kingston, Kipling и Sikh, сопровождавшие Glengyle. В тот же день эсминцы Havock, Jaguar, Lance и Lively вышли с Мальты, сопровождая Breconshire.
Рандеву двух соединений состоялось в 13:00 7 января, когда Breconshire и Havock соединились с Александрийским соединением, а Glengyle и Sikh с Мальтийским. Оба соединения затем без происшествий возвратились в базы.

### Операция MF.3
Под этим кодовым обозначением на Мальту направлялись два конвоя: MW-8A и MW-8B. Оба конвоя вышли из Александрии в разное время 16 января.
MW-8A состоял из судов Ajax и Thermopylae в охранении эсминцев Arrow, Griffin, Hasty и Hero. MW-8B состоял из судов: City of Calcutta и Clan Ferguson в сопровождении эсминцев Gurkha, Isaac Sweers, Legion и Maori. В результате потерь при выходе из гавани, прикрывающее соединение окончательно состояло из крейсеров Dido, Euryalus, Naiad и эсминцев Havock, Kelvin и Kipling. К тому же в операции принимало участие Соединение «K», действующее с Мальты: крейсер Penelope, эсминцы Jaguar, Lance, Lively и Sikh. Это соединение вышло с Мальты 17 января, встретив конвой 18 января.
Во время перехода двух конвоев, которые в итоге объединились 18 января, Gurkha был торпедирован немецкой лодкой U-133 и покинут командой. Отсутствие паники на борту и помощь подошедшего голландского Isaac Sweers спасли значительное количество уцелевших при взрыве.
Поздним вечером 17 января Thermopylae отстал, так как не смог держать скорость конвоя и у него начались проблемы с рулевым управлением; он был направлен в Бенгази с крейсером Carlisle и эсминцами Arrow и Havock. Эта группа была атакована приблизительно около 09:30 19 января, Thermopylae получил попадание, загорелся и был потоплен Arrow. Из 385 человек команды и пассажиров транспорта 207 человек спас Havock и 54 Arrow.
Рандеву с Соединением «K» произошло в 13:15 18 января. Maori был передан Соединению «K», а Jaguar перешёл в Александрийское соединение. Эскорты разделились в 19:30. Несмотря на воздушную атаку в пути, все суда прибыли благополучно на Мальту в середине дня 19 января.

### Операция MF.4
В этой операции, состоявшейся в конце января, планировалось привести из Александрии Breconshire с грузами и вывести с острова десантное судно Glengyle и Rowallan Castle — последнее из судов, пришедших на Мальту в 1941 году.
Крейсера Carlisle, Dido, Euryalus и Naiad с эсминцами Arrow, Griffin, Hasty, Isaac Sweers, Jaguar, Kelvin, Kingston и Kipling вышли вместе с Breconshire из Александрии 24 января. 25 января с Мальты вышли крейсер Penelope, эсминцы Lance, Legion, Lively, Maori и Zulu, сопровождающие Glengyle и Rowallan Castle.
Воздушные атаки на конвой Breconshire в течение 25 января и на конвой Glengyle 26 января не причинили ущерба. Конвои встретились вскоре после полудня 26 января и обменялись эсминцами Lance и Kingston — последний должен был ремонтироваться на Мальте. Противником были предприняты очередные воздушные атаки на соединения, но никаких повреждений нанесено не было ни Breconshire, достигшему Мальты 27 января, ни Glengyle с Rowallan Castle, достигшим Александрии 28 января.

### Операция MF.5
Это операция должна была провести на Мальту гружёный конвой MW-9 из трёх судов и забрать с острова 4 порожних судна в виде конвоя ME-10. Вероятность успеха была значительно ниже, чем в предшествующие действия, так как неприятель в основном нейтрализовал мальтийские истребители и изгнал британскую армию из западной Киренаики. Господство в воздухе оказалось теперь за немецкими Военно-воздушными силами.
MW-9 вышел двумя частями: MW-9A — Clan Campbell и Clan Chattan в сопровождении крейсера Carlisle и эсминцев Avon Vale, Eridge, Heythrop и Lance, а MW-9B — Rowallan Castle в сопровождении эскортных миноносцев Beaufort, Dulverton, Hurworth и Southwold. Обе секции должны были 12 февраля прибыть в район Тобрука, там объединиться, и, направившись к северу, за сутки дойти до Мальты. Прикрытие конвоев осуществлялось 3 крейсерами: Dido, Euryalus, Naiad и 8 эсминцами: Arrow, Griffin, Hasty, Havock, Jaguar, Jervis, Kelvin и Kipling, которые вышли из Александрии 13 февраля.
MW-9A подвергся атаке 13 февраля, уже после того, как две секции соединились. В ходе неё Clan Campbell получил серьёзные повреждения. Так как его скорость упала, он был отправлен в Тобрук в сопровождении Avon Vale и Eridge, а оставшиеся два судна продолжили путь. Прикрывающее соединение приняло под опеку объединённый конвой на рассвете 14 февраля.
В течение 14 февраля был предпринят ряд спорадических атак, прежде чем в сумерках одиночный самолёт нанёс удар по Clan Chattan. У него в трюме, где перевозились боеприпасы, начался пожар. Southwold подошёл и снял 285 членов команды и пассажиров, в то время как Avon Vale (вернувшийся из Бенгази), Beaufort и Dulverton спасали оказавшихся в воде.
Соединение «K» и конвой ME-10 с Мальты, избежав атак, встретили конвой MW-9, когда Clan Chattan горел. Соединение «K» приняло Rowallan Castle, и конвои поменялись эсминцами: Lance перешёл в Мальтийский дивизион, Fortune и Decoy отправились в Александрию, после чего оба соединения пошли своими курсами.
Соединение «K» снова было атаковано в 15:00, и единственное уцелевшее торговое судно было повреждено и остановилось. Пока экипаж Rowallan Castle надеялся спасти судно, его буксировал Zulu. Однако вскоре после 19:00 судно было покинуто и все пассажиры были сняты Lance. После того как Rowallan Castle был затоплен, Lively, Sikh и Zulu присоединились к Александрийской эскадре, а соединение «K» вернулось на Мальту при дневном свете 15 февраля.
ME-10 подвергся частым атакам в течение 14-го и 15 февраля, но атаки были несогласованны, и конвой избежал потерь. В 10:30 15 февраля Beaufort, Dulverton, Hurworth и Southwold были отправлены в Тобрук. В 20:00 Decoy, Lively, Sikh и Zulu полным ходом направились в Александрию, а Carlisle был послан к Clan Campbell, который и встретил в районе полуночи. Утром 16 февраля Fortune, Jaguar, Jervis, Kelvin и Kipling привели Ajax, City of Calcutta и Clan Ferguson в Порт-Саид, остальное соединение и Breconshire пришли в Александрию.
15 февраля четыре эскортных миноносца типа Hunt были посланы в Тобрук, распределив между собой спасённых, и затем сопровождали повреждённый Clan Campbell в Александрию. Соединившись с Carlisle ранним утром 16 февраля, соединение благополучно прибыло в тот же день.

### Операция MG.1
Не следует путать с конвоем 1941 года такого же названия, следовавшего с Мальты в Гибралтар.
Эта операция включала проводку в марте конвоя MW-10 из Александрии на Мальту. Являлась последней операцией, спланированной адмиралом Э. Б. Каннингемом до его перевода со Средиземноморья.
На Мальту направлялись четыре судна: Breconshire, Clan Campbell, Pampas и Talabot. Конвой вышел в 7 утра 20 марта в сопровождении крейсера ПВО Carlisle и эсминцев Hasty, Havock, Hero, Lively, Sikh и Zulu. Во второй половине дня вышло прикрытие — крейсера ПВО Cleopatra, Dido и Euryalus с эсминцами Jervis, Kelvin, Kingston и Kipling. Оба соединения встретились 21 марта к северу от Тобрука. Ещё до выхода конвоя, вечером 19 марта из Александрии вышли 7 эскортных миноносцев типа Hunt: Avon Vale, Beaufort, Dulverton, Eridge, Heythrop, Hurworth, и Southwold, которые из-за своей малой дальности плавания должны были зайти в Тобрук на дозаправку и позже присоединиться к конвою. Однако миноносец Heythrop был торпедирован немецкой подводной лодкой U-652 и потерял ход. Несмотря на попытки миноносца Eridge отбуксировать его в гавань Тобрука, Heythrop затонул на подходе к порту. Остальные миноносцы присоединились к конвою 21 марта. Помимо этого, в 08:00 22 марта к северу от Бенгази к конвою присоединилось вышедшее на усиление с Мальты Соединение «К» в составе: крейсер Penelope и эсминец Legion.
В 14:10 22 марта произошёл первый контакт с итальянским флотом. Контакт установил Euryalus, после чего начался бой, известный как Второе сражение в заливе Сирт. Carlisle и Avon Vale поставили плотную дымовую завесу, а также открыли сильный зенитный огонь, прикрывая конвой, который находился в это время под сильной атакой с воздуха. Эта атака была отбита без потерь, и основные усилия крейсеров заключались в дополнительной зенитной защите конвоя.
В 16:30 в тяжёлых штормовых условиях и при плохой видимости, вызванной как погодой, так и эффектами многочисленных дымовых завес, началось морское сражение между британскими крейсерами и эсминцами и итальянским флотом, в то время как конвой продолжал подвергаться воздушным атакам. Бой продолжался до 19:00. Британские корабли, постоянно ставя дымовые завесы и имитируя под его прикрытием торпедные атаки, сдерживали врага вплоть до сближения на дистанцию в 6000 ярдов. Повреждения на итальянских кораблях были незначительны, 133-мм и 120-мм снаряды не могли пробить толстой брони, и ни одна из 36 выпущенных британских торпед не поразила цели. Тем не менее значительно более сильное итальянское соединение не смогло атаковать конвой, который прибыл на Мальту без потерь от надводных сил противника.
Тем временем сам конвой подвергся четырёхчасовым непрерывным воздушным атакам, но также без потерь. При этом эскорт причинил многочисленные потери атакующей авиации.
В сумерках Александрийское соединение повернуло на восток, чтобы вернуться в базу, Penelope и Legion присоединились к конвою, который продолжал следовать к Мальте. В 09:15 23 марта Penelope и Talabot вошли в Grand Harbour, следующий за ними Pampas был поражён бомбами, но ни одна из них не взорвалась. Удача покинула конвой: Breconshire также был повреждён и выведен из строя всего в 8 милях от гавани. Не в состоянии продолжить движение, он в конечном счёте встал на якорь, тогда как Clan Campbell подвергся бомбёжке часом позже в 20 милях от Мальты, и очень быстро затонул. Интенсивность атаки на последних милях характеризует факт, что попадания в Clan Campbell добился самолёт, летевший на высоте в пятьдесят футов (15 м), несмотря на плотную завесу зенитного огня Eridge.
Legion был повреждён в последние часы и ушёл в Марсашлокк, перейдя позже в Grand Harbour, где он 26 марта был потоплен бомбами. Breconshire был отбуксирован в Марсашлокк 25 марта, снова был разбомблён и наконец потоплен 27 марта. Southwold подорвался на мине и затонул 24 марта, охраняя Breconshire.
Последнее бедствие настигло конвой после прибытия двух уцелевших судов; их разгрузка была очень медленной, а последовавшая атака люфтваффе скорой и сильной. И Pampas, и Talabot были сильно повреждены и 26 марта затонули (в случае с Talabot — он был затоплен из-за риска взрыва). Только очень малая часть их грузов была разгружена. Некоторые источники говорят о 6000 тонн груза из 26 000 тонн, прибывших на их борту, хотя считается, что это завышенная цифра, исходя из того краткого времени, которое оба уцелевших судна находились в гавани. Исходя из показателей скорости разгрузки и доступного для неё времени, более вероятна цифра в 800 тонн.
Александрийское соединение, исключая Lively, отправленного в Тобрук после полученного повреждения, прибыло в Александрию в полдень 24 марта после действий, которые можно характеризовать только как «блестящие», в любых обстоятельствах.

### Операции Harpoon и Vigorous
Критическое положение на Мальте, с быстро кончавшимися припасами и отчаянной ситуацией с истребителями, привело к серии активных действий.
Конвойные операции приобрели огромный размах. Дальневосточный флот был ослаблен, чтобы обеспечить достаточные силы прикрытия для конвоя с востока, который должен был состоять из одиннадцати торговых судов, легко вооружённого судна спецназначения, использованного как грузовое, восьми крейсеров, двадцати шести эсминцев, четырёх корветов, двух тральщиков, четырёх MTB и двух спасательных судов.
С запада, из Гибралтара, вышли шесть торговых судов в сопровождении линкора, двух авианосцев, четырёх крейсеров, быстроходного минзага, семнадцати эсминцев, двух корветов, четырёх тральщиков и шести катеров. Из этой армады, к месту назначения прибыли лишь два торговых судна и быстроходный заградитель с грузом для острова.

#### Конвой Harpoon
Операция Harpoon (12-15 июня) была попыткой Великобритании провести из Гибралтара на Мальту крупный конвой под прикрытием значительного эскорта. Однако эта попытка в значительной степени не удалась.
Столкновение эскорта конвоя с итальянскими ВВС и ВМС закончилось победой итальянцев, в результате чего крейсер Liverpool и эсминец Partridge были повреждены и им пришлось вернуться, эсминец Bedouin был повреждён и затем затонул.
Из шести судов конвоя трое было затоплено, танкер Kentucky был повреждён, и его было решено тоже затопить, чтобы оставшийся конвой смог дойти до Мальты на максимальной скорости.
Так как конвой подошёл к Мальте в сумерках, не удалось провести контрольное траление фарватера. В результате подорвались на минах эсминцы Badsworth, Matchless и Kujawiak (последний затонул), подорвалось также одно из судов конвоя — но оно всё же смогло войти в гавань, потери груза были незначительны.
Помимо двух судов, дошедших до гавани Мальты, грузы были доставлены на быстроходном минном заградителе Welshman, который отделившись от конвоя, достиг Мальты и разгрузил свою часть груза, после чего успел вернуться в состав эскорта.

#### Конвой Vigorous (ME-11)
Операция Vigorous, проходившая одновременно с операцией Harpoon, была попыткой провести конвой в составе одиннадцати торговых судов под прикрытием значительного эскорта из восточной части Средиземноморья. Отсутствие в составе эскорта авианосца не позволило организовать надёжную противовоздушную оборону.
При переходе конвой и эскорт сильно пострадали от авиации, торпедных катеров и подводных лодок противника. В ходе боёв крейсеры Newcastle и Birmingham были повреждены, Hermione затонул. Затонули эсминцы Nestor и Hasty. Два судна из конвоя было потоплено, ещё два повреждены.
Большой расход боеприпасов и малый остаток топлива после манёвров вынудили британское командование принять решение о возвращении конвоя.
Этим завершились попытки снабжения Мальты конвоями с востока, до тех пор, пока армия не очистила от противника Северную Африку, что позволило ВВС обеспечивать воздушное прикрытие в течение перехода.

### Операция Pedestal

Операция Pedestal, 11-15 августа 1942

Очередной попыткой улучшить снабжение острова стала Операция Pedestal (11—15 августа) — конвой в составе 14 торговых судов, сопровождаемый 44 военными кораблями, включая линкоры и авианосцы. Почти сразу оставшись без воздушного прикрытия, конвой неуклонно подвергался атакам. 13 августа 1942 года, в день мальтийского праздника Святой Марии, уцелевшие корабли конвоя прибыли на Мальту. Важнейшим фактором также явилось прибытие с ними американского танкера «Ohio»: в танкер попали торпеды и бомбы, о его палубу разбился бомбардировщик, корабль горел, лишился хода, но остался на плаву. Буксируемый эсминцами, под градом бомб, он привёз на остров драгоценное авиационное топливо. Цена конвоя была немалая: из 14 торговых судов уцелело лишь 5, авианосец Eagle, два крейсера и эсминец были затоплены, ещё два крейсера и авианосец были сильно повреждены. 

### Операция Stoneage
Первым конвоем на Мальту после начала наступления армии, вслед за Битвой у Эль-Аламейна, стал конвой MW-13, покинувший Суэц утром 16 ноября; пройдя через Суэцкий канал, он прибыл в Порт-Саид и продолжил путь в Средиземное море. Конвой состоял из четырёх судов: Bantam, Denbighshire, Mormacmoon и Robin Locksley в сопровождении крейсера Euryalus и семи эсминцев: Javelin, Jervis, Kelvin, Nubian, Pakenham, Paladin и Petard, проведших его до Александрии. Здесь в охранение заступили более пригодные для ПВО эскортные миноносцы типа Hunt 5-й флотилии, с Euryalus в качестве лидера: Aldenham, Beaufort, Belvoir, Croome, Dulverton, Exmoor, Hurworth, Hursley, Tetcott и греческим Pindos. В 07:00 17 ноября конвой вышел на Мальту со скоростью 15 узлов.
Рано утром 18 ноября к конвою присоединились крейсера Arethusa, Cleopatra, Dido и Orion с семью эсминцами, которые оставались с ним до 17:30. В течение этого периода на конвой была предпринята одна воздушная атака без последствий.
Вскоре после отделения основных сил эскорта на конвое услышали взрыв, после чего было получено сообщение о торпедировании Arethusa и предстоящем налёте. Одиночный торпедоносец выполнил безуспешную атаку. На следующее утро крейсер и соединение эсминцев снова прикрывали конвой, и хотя по всем признакам, авиация снова искала конвой, больше атак не последовало. Протраленный фарватер у острова был пройден в 22:40 при помощи тральщика Speedy, вышедшего навстречу.

### Операция Portcullis
Армия достигла своих исходных позиций на западе в Ливии, и теперь появилась возможность использовать порты Бенгази и, что более важно, Триполи, для снабжения 8-й Армии из Александрии. Эти конвои также использовались для проводки судов на Мальту. Мальтийская часть сопровождалась сильным эскортом с Мальты, встречавшим суда у Бенгази, откуда суда, предназначенные в Триполи, поворачивали на юг.
Первый конвой по этому маршруту вышел в рамках операции под наименованием Portcullis. Мальтийская часть конвоя состояла из судов: Agwimonte, Alcoa Prospector, Glenartney и Suffolk, которые вышли из Порт-Саида 1 декабря в конвое MW-14 в сопровождении эсминцев Belvoir, Bursley, Pakenham, Petard и Vasilissa Olga. 2 декабря у Александрии конвой встретили крейсер Orion и эсминцы Aldenham, Dulverton, Exmoor, Hurworth, Paladin и Pindos. Hurworth вскоре вынужден был вернуться в Александрию из-за неисправностей.
Также 2 декабря было решено включить в конвой загруженный танкер Yorba Linda из Бенгази, и из Александрии были направлены эсминцы Croome и Tetcott для его сопровождения. Они привели танкер к MW-14 в 17:00 3 декабря. Заградитель Welshman с грузом для Мальты присоединился к конвою на рассвете и оставался с ним до сумерек, затем продолжив самостоятельный поход на остров.
Встреченный крейсерами Cleopatra, Dido и Euryalus и эсминцами Jervis, Kelvin и Nubian, конвой пришёл на Мальту невредимым 5 декабря.
Этот переход начал постоянное снабжение Мальты конвоями через Триполи, обычно парами судов, которое продолжалось до середины 1943 года. С открытием для судоходства всего Средиземного моря, маршрут снабжения острова проходил уже напрямую из Великобритании.

### Операция Quadrangle
Фактически серия из четырёх конвоев для Мальты под индексами A, B, C и D и обозначениями от MW-15 до MW-18. Конвои использовали маршрут через Триполи, эскорт предусматривался кораблями, находящимися на Мальте.

#### Конвой MW-15
Конвой включал суда American Packer и Ozarda, отправленные из Порт-Саида 6 декабря в сопровождении тральщиков Boston, Cromarty и Whitehaven. Эскортные миноносцы Dulverton, Hurworth и Paladin из Александрии присоединились к конвою 7 декабря. Также эскорт был усилен эсминцем Belvoir из Тобрука 10 декабря. 10 декабря крейсер Orion и эскортные миноносцы Aldenham, Croome, Exmoor и Hursley с Мальты приняли и привели конвой на остров в 22:30.

#### Конвой MW-16
Конвой состоял из судов: Clan Macindoe, Robert Maersk и Erinna в сопровождении Belvoir и Paladin из Александрии. Hurworth также присоединился к конвою, чтобы взять на себя судно для Бенгази. В назначенный срок 12 декабря он вернулся к конвою, а Paladin ушёл на Мальту после наступления темноты. 13 декабря конвой был встречен кораблями с Мальты: Aldenham, Croome, Exmoor и Hursley. Конвой достиг Мальты рано утром 14 декабря.

#### Конвой MW-17
Конвой включал суда Fort Tadoussac и Ocean Voyager, вышедшие из Порт-Саида 12 декабря в сопровождении Dulverton, Pindos и Tetcott до Александрии, где конвой был задержан до 17 декабря, после чего вышел вместе с судами для Бенгази в сопровождении Beaufort, Dulverton, Pakenham, Pindos и Tetcott. Встреченный Orion и Beaufort, конвой прибыл на Мальту 21 декабря.
Во время этого перехода командующий на Средиземном море отметил в дневнике боевых действий, что те четырнадцать судов, пришедшие с грузом в Гибралтар и готовые выйти на Мальту, теперь не требуются и должны быть распущены, так как восточный маршрут теперь считался безопасным и мог справляться со снабжением острова.

#### Конвой MW-18
Последний конвой из серии Quadrangle состоял из судов Daniel H. Lownsdale и Yorba Linda в сопровождении Aldenham, Exmoor, Hursley, Hurworth; вышел из Александрии 28 декабря и получил приказ укрыться в Бенгази 30 декабря, из-за сообщений о выходе в море итальянских линкоров. Конвой снова вышел в 19:00 и достиг Мальты 31 декабря, завершив этим серию декабрьских конвоев, а с ними и всех конвоев 1942 года.

### Конвои с Мальты в декабре 1942 года

#### Конвой ME-11
Конвой был отправлен с Мальты 7 декабря в рамках Операции MH.2. Он состоял из уцелевших судов из конвоев Pedestal и MW-13: Bantam, Brisbane Star, Denbighshire, Melbourne Star, Mormacmoon, Port Chalmers, Robin Locksley, Rochester Castle и Yorba Linda. Они сопровождались у острова крейсером Orion и эсминцами Aldenham, Belvoir, Croome, Dulverton, Exmoor, Hursley, Pakenham, Petard, Tetcott и греческими Pindos и Queen Olga. Эскорт несколько уменьшился при встрече конвоев у Триполи, часть кораблей присоединились к встречному MW-16. С ним ушли обратно на остров Orion, Aldenham, Croome, Exmoor и Hursley. Позже Belvoir был послан в Тобрук на заправку, тогда как Dulverton и Pindos, сопровождая Yorba Linda ушли в Александрию. Конвой пришёл в Порт-Саид в 07:00 11 декабря.

#### Конвой ME-12
Конвой вышел 17 декабря в сопровождении Orion, Aldenham, Belvoir, Croome, Exmoor, Hursley, Hurworth, Petard и Queen Olga. Он состоял из судов: Agwimonte, Alcoa Prospector, Glenartney и Suffolk. Orion отделился в 09:00 19 декабря для соединения со встречным MW-17, Petard и Queen Olga ушли в Александрию; конвой прибыл в Порт-Саид в 20:00 20 декабря.

#### Конвой ME-14
Это был последний восточный конвой года, вышедший 28 декабря в составе: American Packer, Clan Macindoe, Erinna и Ozarda в сопровождении Euraylus и эскортных миноносцев Beaufort, Dulverton, Tetcott и Pindos. Конвой был атакован подлодкой 30 декабря, но обошлось без потерь; Beaufort был отряжен для поисков атаковавшей лодки. Euraylus оставил конвой, чтобы вернуться на Мальту в 18:00 30 декабря, Beaufort вернулся 31 декабря, и конвой пришёл в Порт-Саид 1 января 1943 года.

## Снабжение одиночными судами без эскорта
Положение Мальты было настолько отчаянным, что решено было испробовать снабжение закамуфлированными одиночными судами без охранения. Теоретически, замысел имел шансы, благодаря множеству небольших устаревших судов-трампов, двигавшихся вдоль берегов Северной Африки, низкому качеству системы наблюдения и оповещения и тому факту, что морской транспорт был (и остался) важнейшим фактором. К одиночным неохраняемым переходам прибегали и для вывода судов прошлых конвоев, отстаивавшихся на Мальте. Такие неохраняемые переходы обычно происходили одновременно с конвойными операциями, и в этом случае считаются их частью; однако некоторые предприняли переход самостоятельно, без маскировки другими событиями. В хронологическом порядке:

### Операция Temple
Первая попытка одиночного перехода на остров была предпринята пароходом Parracombe, который вышел 17 апреля 1941 года из Великобритании вместе с конвоем OG-59. Ему вернули окраску мирного времени; он оставил конвой в начале перехода и продолжил путь отдельно, сопровождаемый корветами Columbine и Gardenia. Гибралтарский пролив был пройден ночью 28/29 апреля 1941 года. Патрули имели приказ не приближаться и не вызывать судно, чей эскорт оставил его у мыса Европа.
Parracombe перевозил 21 истребитель Харрикейн и 68 направляющих НУРС (неуправляемых реактивных снарядов) с боеприпасами к ним, а также различные другие военные грузы.
Проходя через пролив, он поднял испанский флаг, заменив его на французский дальше к востоку, у берегов Алжира. Он имел приказ держаться как можно ближе к мысу Бон, а затем, под прикрытием ночной темноты, сделать бросок к Мальте, чтобы к рассвету быть в пределах 50 миль от неё, в зоне истребительного прикрытия.
О судне ничего не было слышно после его прохода Сицилийскими проливами, пока не стало очевидно, что оно попало на одно из минных полей, выставленных у мыса Бон. Оно затонуло 2 мая, 18 членов команды из 47 достигли берега и были интернированы вишистами. Минное поле противника, очевидно, начиналось очень близко к границе территориальных вод.

### Операция Propeller
Вторая сходная попытка перехода была предпринята под обозначением «Операция Propeller» судном Empire Guillemot, но на этот раз судно было загружено фуражом. Стоит пояснить, насколько ценен был этот груз для Мальты, гражданский транспорт которой теперь полагался исключительно на лошадей или ослов, равно как и сельскохозяйственные работы, и тот же скот предусматривался как резерв продовольствия. Даже в мирное время значительная часть фуража покрывалась импортом, а в условиях блокады корма выращивать стало негде, так как обрабатываемая земля отошла под производство продовольствия для населения.
Empire Guillemot отправился из Великобритании в составе конвоя OG-73, и также пользовался соответствующей маскировкой под французский или испанский сухогруз. Он покинул конвой и прошёл Гибралтарский пролив, сопровождаемый корветами Gentian и Jasmine в течение ночи 13/14 сентября 1941 года под испанским флагом.
Судно сменило маскировку на французскую 15 сентября до прохода Бизерты, где оно стало итальянским и повернуло на север к Сицилии. На подходе к Мальте оно подняло британский флаг и прибыло на остров ранним утром 19 сентября.
Конечная часть перехода висела на волоске, когда Empire Guillemot встретил итальянский конвой, который был атакован самолётами Swordfish. К счастью, лётные экипажи имели строгий приказ не атаковать в ту ночь никакие одиночные суда, которого и придерживались строго, несмотря на условия ночного боя.

### Clan Macdonald
Clan Macdonald вышел независимо с Мальты 16 октября 1941 года, на следующий день был обнаружен и атакован торпедоносцем, однако успешно уклонился от атаки и пришёл в Гибралтар 19 октября 1941 года.

### City of Lincoln, Dunedin Star, Empire Guillemot
Empire Guillemot должен был возвращаться в ходе операции Halberd, но к несчастью не смог выйти из-за неисправностей в машине. Он в конечном счёте покинул Мальту и пошёл независимо 22 октября 1941 года под прикрытием темноты, но был опознан итальянским торпедоносцем 24 октября и потоплен у острова Ла-Галита, один офицер погиб. Остальные 38 членов команды и 6 артиллеристов ушли на двух шлюпках. К несчастью, одна разбилась в прибое при высадке на африканский берег, и 9 человек погибли; 33 уцелевших интернировали французы.
City of Lincoln и Dunedin Star также вышли 22 октября и шли раздельно; оба благополучно прибыли в Гибралтар.

### Clan Ferguson
Clan Ferguson вышел с Мальты 24 октября 1941 года — последним в попытке очистить гавань от порожних судов. Вскоре после отхода он был перехвачен и атакован авиацией, и так как не ушёл далеко, то был отозван на Мальту. В конечном счёте он ушёл с восточным конвоем ME-8 в Александрию.

### Операция Astrologer
Следующая попытка перехода с запада была предпринята двумя судами: Empire Defender и Empire Pelican в рамках операции Astrologer. Оба прошли Гибралтарский пролив независимо 12 и 14 ноября 1941 года и следовали по той же схеме, что и Empire Guillemot. К несчастью, эта схема была вскрыта, вероятно противник узнал подробности перехода Parracombe, после того как его команда была интернирована в Северной Африке, и наблюдал с испанского берега за проходящими судами.
Как Empire Pelican 14 ноября, так и Empire Defender 15 ноября были атакованы авиацией у острова Галите и потоплены, первый потерял одного человека, второй — четырёх. Эта неудача прекратила попытки перехода с запада на целый год.

### Empire Patrol
Наличие в Александрии судна Empire Patrol, бывшего итальянского приза Rodi, стало поводом к попытке снабжения острова с востока. В конце 1942 года ситуация с топливом на Мальте стала критической из-за его большого расхода авиацией острова при поддержке Операции Torch («Факел»). Соответственно, флот мобилизовал Empire Patrol как корабль Его величества и отправил 1 ноября 1942 года, погрузив 1200 тонн авиационного бензина и 300 тонн бензина, все в канистрах, в попытке неохраняемого перехода на Мальту.
Его приказ гласил: пройти восточнее Кипра в воды Турции, под турецким флагом, затем повернуть на запад под итальянским флагом, изображая итальянское судно, идущее из Дарданелл в Южную Италию обычным для итальянцев маршрутом. Командир корабля, лейтенант военно-морского резерва, имел разрешение отказаться от перехода, если решит, что маскировка судна раскрыта.
На переходе судно страдало от электрических и механических неисправностей, а после полудня 2 ноября было пристально обследовано немецким разведывательным самолётом. Вследствие этого переход был прерван, и 3 ноября Empire Patrol вошёл в порт Фамагуста. Решение прервать операцию было одобрено командованием.

### Операция Crupper
Заключительная попытка была предпринята, чтобы воспользоваться неразберихой во время осуществлённого вторжения в Северную Африку в рамках Операции Torch. Два судна: Ardeola и Tadorna были посланы вместе с конвоем вторжения KMS-1, но отделились западнее Гибралтара. Суда прошли пролив с обычной маскировкой и продолжили путь вдоль северного берега Африки до мыса Бон.
К несчастью, одно из предположений Операции Torch было в том, что сопротивление французов будет слабым, однако сопротивление было значительным и в Тунисе дошло до активного сотрудничества с силами Оси. Вследствие этого оба судна были обстреляны береговыми батареями мыса Бон и получили приказ остановиться. Капитаны не предприняли никаких попыток затопить суда в надежде, что смогут «объясниться» и продолжить путь. Фактически оба судна были захвачены и приведены в Бизерту, где они были разгружены, грузы конфискованы, а суда переданы итальянцам.
Оба судна ходили под итальянским флагом, как Aderno и Balzac соответственно, и позже были торпедированы и потоплены британскими подлодками 23 июля 1943 года и 7 марта 1943 года.

## Доставка самолётов на Мальту морем
Хорошо известно, что политические расчёты и ошибочное стратегическое решение воздушного командования почти лишили Мальту истребительной авиации в июне 1940 года. Если бы не случайно обнаруженные на складах Мальты четыре упакованных в ящики самолёта Sea Gladiator, которые собрали и ввели в строй 3 мая 1940 года, то всю ПВО острова составляли бы четыре истребителя Hawker Hurricane, отправленные через Францию и Тунис и прибывшие на остров 28 июня 1940 года.

### Авиагруппа HMS Argus
Вскоре после начала войны на Средиземном море авианосец Argus выполнил первое пополнение Мальты морем, переправив на остров 12 Fairey Swordfish 830-й эскадрильи флота, чтобы создать на острове ударную группу торпедоносцев, каковую роль флот исполнял в течение всей блокады.

### Операция Hurry
20 июля Argus, выгрузив собственную авиационную группу и приняв 12 Харрикейнов, вышел из Клайда и отправился на Мальту в сопровождении эсминцев Encounter, Gallant, Greyhound и Hotspur. Соединение было встречено линкорами Resolution и Valiant, крейсером Arethusa и эсминцами Escapade и Velox. Объединённое соединение отправилось к Мальте до точки подъёма самолётов, в которой 2 августа Харрикейны взлетели с Argus, ведомые двумя самолётами Skua, используемые в качестве лидеров. Затем корабль вернулся в Гибралтар.
Все самолёты прибыли на остров, но один Харрикейн разбился при посадке. Оба Skua предполагалось вернуть на Argus, но они были оставлены на Мальте для дальнейшего использования с острова. Разбитый Hurricane был восстановлен до лётного состояния, с использованием имеющихся запчастей, аэродромной командой Мальты.
Наземные команды RAF для доставленных самолётов были переправлены на Мальту на подлодках Pandora и Proteus, став предвестием последующих перебросок на остров данным способом.
В течение операции линейный крейсер Hood, авианосец Ark Royal, эсминцы Faulknor, Forester, Foresight и Foxhound осуществили операцию воздушного налёта на Кальяри. Одновременно крейсер Enterprise отделился на поиски французского судна, предположительно находившегося в том районе.

### Операция Coat
Не связана с поддержкой Мальты. В ходе действий в ноябре 1940 года Ark Royal поднял три истребителя Fulmar, которые приземлились на Мальте для дозаправки, где они и остались. Позже они перебазировались на авианосец Illustrious Средиземноморского флота, усилив его истребительное прикрытие.

### Операция White
Argus снова потребовался, чтобы возместить потери авиации на Мальте и, приняв двенадцать Hurricane и два Skua в качестве ведущих, вышел из Клайда 11 ноября в сопровождении крейсера Despatch и эсминцев Duncan, Fury и Wishart. Встретившись с Соединением «H» западнее Гибралтара (линейный крейсер Renown, авианосец Ark Royal, крейсер Sheffield и эсминцы Faulknor, Firedrake, Forester, Fortune и Foxhound), он проследовал в точку подъёма, где 17 ноября самолёты взлетели двумя группами.
Из-за обнаружения в море крупных итальянских сил, точка подъёма была западнее, чем при операции Hurry. Это и другие факторы привели к вынужденной посадке на воду восьми Харрикейнов из-за недостатка топлива, тогда как один из лидирующих Skua заблудился и был сбит над Сицилией. Летающие лодки Sunderland и бомбардировщики-разведчики Martin Maryland, также высланные в качестве ведущих, не встретили самолёты, и продолжили независимый полет на Мальту.

### Торпедоносцы Swordfish с HMS Ark Royal
Из шести собранных Swordfish, доставленных в Гибралтар в ходе одной из предыдущих поставок самолётов из Великобритании, пять были погружены на Ark Royal (ещё один вышел из строя) и 9 января, в ходе участия авианосца в Операции Excess, все пять самолётов взлетели и благополучно прибыли на Мальту.

### Операция Winch
В течение месяцев, следующих за операцией White, убыль в самолётах острова оставалась на высоком уровне, несмотря на переброску двенадцати Харрикейнов из Египта через передовые базы в Ливии. В результате флот снова был призван для доставки самолётов из Великобритании.
В середине марта 1941 года Argus принял стандартные 12 Харрикейнов (на этот раз модели Mk.II), сопровождаемые в этот раз тремя Скьюа, и вышел из Клайда 21 марта в сопровождении крейсера Sheffield и эсминцев Garland, Napier, Nizam и Ottawa, прикрываемый также Соединением «H»: линейный крейсер Renown, авианосец Ark Royal и эсминцы Foresight, Forester и Fortune, с 25 марта до прибытия в Гибралтар 29 марта.
Здесь все самолёты были переданы на Ark Royal, и 2 апреля тот вышел под прикрытием Renown, Sheffield и эсминцев Faulknor, Fearless, Foresight, Fortune и Fury.
3 апреля Харрикейны и Скьюа взлетели. Ark Royal также выделил девять своих Fulmar из 800-й эскадрильи, чтобы усилить гарнизон Мальты. Все Харрикейны прибыли, но один разбился при посадке. Ведущие Skua должны были вернуться на авианосец, но из-за неблагоприятных погодных условий совершили вынужденную посадку на воду.

### Операция Dunlop
Повторение предыдущей операции. Снова Argus принял смешанную группу из 24 Hurricane Mk.I и Mk.II и вышел из Клайда 17 апреля в сопровождении крейсера London, достигнув Гибралтара 24 апреля с локальным эскортом из крейсера Sheffield и эсминцев Faulknor, Forester и Wrestler. Здесь он передал 23 Харрикейна (один остался на Argus из-за повреждений) на Ark Royal, который вышел 25 апреля в точку подъёма в сопровождении линейного крейсера Renown, крейсера Sheffield и эсминцев Faulknor, Fearless, Foresight, Fortune и Fury. 23 из 24 Харрикейнов взлетели 27 апреля и, ведомые тремя Skua, благополучно достигли Мальты.
Во время этой операции несколько военных кораблей были проведены до острова в рамках Операции Salient.

### Операция Splice
Для следующей переброски в мае 1941 года потребовался авианосец Furious. Приняв 64 Харрикейна Mk.II в Ливерпуле и затем присоединившись в Клайде к крейсеру London, 12 мая авианосец вышел в Гибралтар, их сопровождали эсминцы Brilliant, Legion, Mashona и Tartar; 15 мая их сменили Fearless, Harvester, Havelock и Wrestler. Furious и London достигли Гибралтара 18 мая. London имел на борту 575 пассажиров из военнослужащих.
По прибытии, Furious встал кормой к носу Ark Royal и передал 20 самолётов Hurricane и 5 своих собственных Fulmar через деревянную рампу, возведённую между двумя полётными палубами. Затем оба корабля вышли 19 мая под прикрытием линейного крейсера Renown, крейсера Sheffield и эсминцев Brilliant, Faulknor, Forester, Foxhound, Fury и Hesperus. После взлёта 48 Hurricane и 5 Fulmar все корабли повернули в Гибралтар, прибыв туда 22 мая.
Три самолёта Martin Maryland с Мальты были посланы в качестве ведущих для 46 истребителей Харрикейн, долетевших до Мальты. Один разбился у мыса Бон, и один числится как «пропавший без вести»; ещё 16 истребителей остались в Гибралтаре.
В ходе этой операции эсминец Foresight самостоятельно возвратился с Мальты в Гибралтар.

### Операция Rocket
Argus тем временем принял в Клайде 29 самолётов Hurricane и вышел с крейсером Exeter, чтобы присоединиться к конвою WS-8B 22 мая, достигнув Гибралтара 31 мая, встреченный эсминцем Foresight. Furious снова сделал быстрый поход до Великобритании и вернулся 1 июня с 48 Харрикейнами Mk.II, передав некоторые на Ark Royal по прибытии. Argus передал свои самолёты на Furious, и окончательное распределение выглядело так: 20 Hurricane на Furious и 24 на Ark Royal, остальные были оставлены в Гибралтаре.
Ark Royal и Furious в сопровождении линейного крейсера Renown, крейсера Sheffield и эсминцев Faulknor, Fearless, Foresight, Forester, Foxhound и Fury вышли 4 июня и 6 июня подняли 44 Hurricane. Один Hurricane вернулся с неисправностями, остальные 43, сопровождаемые 8 бомбардировщиками Blenheim из Гибралтара, прибыли благополучно.
Эскадра вернулась в Гибралтар 7 июня, когда Furious снова ушёл в Великобританию за очередной партией самолётов, присоединившись к Argus по пути в море. Авианосцы достигли Клайда 14 июня в компании лайнера Nea Hellas и эсминцев охранения Cossack, Maori и Sikh. Furious от Гибралтара прикрывало соединение «H», которое переключилось на сопровождение Victorious после встречи с авианосцем Argus и его эскортом.

### Операция Tracer
В этой операции на сцену выходит новый авиатранспорт. Новейший авианосец Victorious перевозил самолёты Hurricane для Западной Африки, но был вынужден выгрузить их, чтобы принять участие в операции по охоте на Bismarck. Теперь он снова принял 48 истребителей Mk.I 29 мая и вышел 31 мая с конвоем WS-8X в сопровождении крейсеров Neptune и Orion и эсминца Wessex. Victorious и Neptune покинули WS-8X 5 июня, и достигли Гибралтара 9 июня, встреченные Renown, Ark Royal и 6 эсминцами. Первоначально это соединение держалось в море к западу, пока Neptune заходил в Гибралтар, но позже также вошло в гавань из-за задержки операции.
По прибытии 26 Hurricane были переданы на Ark Royal, а 22 остались на Victorious, и оба корабля вышли 13 июня в сопровождении Renown и эсминцев Faulknor, Fearless, Foresight, Forester, Foxhound, Hesperus и Wishart.
46 Hurricane взлетели, ведомые 4 самолётами Hudson из Гибралтара. 2 истребителя разбились при посадке, один приводнился и один сбился с курса и приземлился в Северной Африке. Авианосцы и эскорт возвратились в Гибралтар 15 июня, откуда Victorious ушёл в Клайд, прибыв туда 21 июня, встреченный 19 июня эсминцами Cossack и Sikh.

### Операция Railway I
Furious вернулся в Клайд после проведения Операции Rocket, затем принял свой самый большой груз — 64 Hurricane и 9 Swordfish. Вышел из Клайда 22 июня в сопровождении крейсера Hermione и эсминцев Lance, Legion, Vanquisher и Winchelsea, которые выполняли локальное охранение в Британских водах. Позже Furious встретили Faulknor, Fearless, Forester, Foxhound и Fury из Гибралтара, куда корабли прибыли 25 июня.
Двадцать два самолёта были переданы на Ark Royal, который вышел 26 июня в сопровождении линейного крейсера Renown, крейсера Hermione и эсминцев Faulknor, Forester, Fury, Lance и Legion, чтобы отправить самолёты 27 июня в сопровождении Blenheim из Гибралтара. Только один Hurricane не долетел, тогда как Ark Royal и его эскорт вернулись в Гибралтар 28 июня.

### Операция Railway II
По возвращении Ark Royal в Гибралтар, Furious передал ему ещё 26 самолётов, оставив 16 на борту, после чего авианосцы вышли 29 июня к точке подъёма, в сопровождении линейного крейсера Renown, крейсера Hermione и эсминцев Faulknor, Fearless, Forester, Foxhound, Fury, Lance и Legion.
При взлёте 30 июня, на Furious случилась серьёзная авария, когда десятый по счёту самолёт при взлёте врезался в островную надстройку. Соответственно при возвращении корабля 6 Hurricane остались на борту, их пилоты не успели взлететь из-за аварии и вынуждены были высадиться в Гибралтаре. Все 35 успешно взлетевших самолёта достигли Мальты, приведённые туда шестью бомбардировщиками Blenheim.
4 июля Furious вышел в Великобританию, сопровождая Cameronia и Scythia, в охранении эсминцев Lance, Legion, Fury и Wishart; крейсер Edinburgh присоединился позже, и шёл с конвоем до 9 июля. В этот день линкор Royal Sovereign и эсминец Piorun сменили прежнее охранение и вели конвой до Клайда, прибыв туда 12 июля.

### Операция Substance
Фактически конвойная операция по доставке грузов на Мальту. Ark Royal, пользуясь тем, что был в охранении конвоя, 25 июля отправил на Мальту 6 Swordfish, чтобы усилить торпедоносцы острова. Все самолёты прибыли благополучно.

### Операция Status I
По завершении операции Substance, численность боеспособных истребителей на Мальте была 85 машин, в основном Hurricane Mk.II. Было решено, что по завершении операций в Норвегии и на севере России переброски должны возобновиться. Соответственно Furious вышел из Клайда 31 августа с 61 Hurricane, принятых в дополнение к его собственной авиагруппе. Он был вынужден зайти в Бангор, из-за неисправностей, но вышел снова 1 сентября, чтобы присоединиться к конвою WS-11, сопровождаемый крейсером ПВО Cairo (до 2 сентября), крейсером Sheffield и эсминцами Blankney, Garland (до 3 сентября), Lively и Piorun (до 3 сентября), прибыв в Гибралтар 7 сентября и передав 26 самолётов на Ark Royal.
Ark Royal вышел 8 сентября в сопровождении крейсера Hermione и эсминцев Forester, Gurkha, Lance и Lively. Только один из ведущих Blenheim прибыл в точку встречи 9 сентября, поэтому взлетели только 14 Hurricane. Все самолёты достигли Мальты. Авианосец вернулся в Гибралтар 10 сентября, совершив быстрый переход для проведения второго этапа операции Status.

### Операция Status II
Быстро завершив погрузку в Гибралтаре, Ark Royal с 26 Hurricane и Furious с 20 вышли 10 сентября, как два отдельных соединения, которые объединились ранним утром 11 сентября с охранением из линкора Nelson, крейсера Hermione и эсминцев Foresight, Forester, Gurkha, Lance, Legion, Lively и Zulu. 46 самолётов Hurricane взлетели 13 сентября, из них третий по счёту потерпел аварию при взлёте. Остальные самолёты встретили 7 ведущих Blenheim и прибыли благополучно на остров. Корабли вернулись в Гибралтар 14 сентября, Furious вышел снова 18 сентября на Бермуды с локальным эскортом Forester, Foresight, Fury и Legion, а оттуда в США для ремонта.

### Операция Callboy
Следующая операция должна была пополнить и усилить части торпедоносцев на Мальте. Argus принял 828-ю флотскую эскадрилью (12 самолётов Albacore с подвесными баками) в Клайде и влился в конвой WS-12 1 октября, по пути отделившись в Гибралтар в сопровождении эсминцев Cossack, Sikh и Zulu и прибыв туда 8 октября.
Выгруженные в Гибралтаре самолёты были приняты на Ark Royal, который вышел к точке взлёта 16 октября в сопровождении линкора Rodney, крейсера Hermione и эсминцев Cossack, Forester, Foresight, Fury, Legion, Sikh и Zulu. 18 октября 11 Albacore и 2 Swordfish сделали перелёт, но 1 Swordfish вернулся. Эскадра вернулась в Гибралтар 19 октября.
В течение этой операции крейсера Aurora, Penelope и эсминцы Lance и Lively перешли на Мальту, чтобы там сформировать Соединение «K».
Argus и Eagle в сопровождении эсминцев Forester, Foresight и Fury ушли в Клайд 21 октября (локальный эскорт у Гибралтара обеспечивали Sikh и Zulu), достигнув его 26 октября.

### Операция Perpetual
Argus и авиатранспорт Athene приняли 62 Hurricane (23 на Argus и 39 на Athene) и вышли из Клайда 1 ноября в сопровождении эсминца Laforey в Гибралтар, прибыв туда 8 ноября, по пути к ним присоединились Gurkha, Isaac Sweers, Lightning и Zulu. По прибытии 26 самолётов были переданы на Ark Royal, Argus нёс 11, а остальные (вероятно, всё ещё упакованные в ящики), были оставлены для сборки в Гибралтаре.
10 ноября Argus и Ark Royal вышли в сопровождении линкора Malaya, крейсера Hermione и эсминцев Isaac Sweers, Laforey, Legion, Lightning, Gurkha, Sikh и Zulu. 37 Hurricane вылетели на Мальту 12 ноября, ведомые Blenheim из Гибралтара. Три Hurricane не достигли острова.
Во время возвращения эскадры в Гибралтар Ark Royal был торпедирован немецкой подлодкой U-81 и затонул во время буксировки в пределах видимости базы 13 ноября, таким образом отменилась предлагаемая операция Perpetual II, в которой планировалось переправить оставшиеся 25 Hurricane на остров. В следующем месяце они были погружены на Athene, которая вышла 23 декабря в сопровождении эскортных миноносцев Croome и Exmoor до Такоради, откуда самолёты должны были направляться в Египет транс-Африканским маршрутом.
К началу 1942 года значительные силы Люфтваффе возвратились в Средиземноморье с Восточного фронта, и давление на Мальту всё усиливалось. К началу февраля на острове осталось всего несколько боеготовых Харрикейнов, и Argus, единственный авианосец на Средиземном море, ушёл в Великобританию за подкреплением.

### Операция Spotter
Argus принял 15 Spitfire Mk.VB, первые самолёты этой марки для острова, а на самом деле первые, уходившие из страны, и влился в конвой WS-16 16 февраля, чтобы отделиться от него для перехода в Гибралтар, куда он прибыл 24 февраля. Кроме того, судно Cape Hawke вышло из Великобритании 10 февраля с 16 упакованными в ящики самолётами Spitfire, а также 13 офицерами и 131 человеком наземного персонала, в сопровождении эсминца Whitehall и корветов Asphodel и Hydrangea. Его самолёты были собраны в Гибралтаре после прибытия 23 февраля.
Пятнадцать Spitfire с Argus были переданы на Eagle, тогда как Argus принял самолёты Fulmar для защиты соединения. После выхода 27 февраля на Eagle были обнаружены неисправности с бензобаками Спитфайров, и операция была прервана, корабли вернулись в порт 28 февраля.

### Операция Spotter II
При всего 32 боеспособных Hurricane на Мальте, очередная попытка была просто необходима, поэтому, как только закончилась работа по исправлению дефектов экспертом, вызванным из Британии, с разборкой одного из Спитфайров на запчасти, операция была возобновлена. Argus и Eagle вышли снова 6 марта в сопровождении линкора Malaya, крейсера Hermione и эсминцев Active, Anthony, Blankney, Croome, Exmoor, Laforey, Lightning, Whitehall и Wishart.
Пятнадцать Spitfire были подняты 7 марта и направились на Мальту с 7 ведущими бомбардировщиками Blenheim, все прибыли благополучно, тогда как эскадра возвратилась в Гибралтар 8 марта.

### Операция Picket I
Необходимо было дальнейшее усиление авиации острова, поэтому Eagle принял 9 Spitfire, распакованных из ящиков, доставленных в Гибралтар 13 марта судном Queen Victoria в сопровождении эсминца Airedale и корвета Petunia. Собранные самолёты перевозили на Eagle, тогда как Argus принял самолёты Sea Hurricane для защиты соединения. Авианосцы вышли 20 марта с линкором Malaya, крейсером Hermione эсминцами Active, Anthony, Blankney, Croome, Exmoor, Laforey, Lightning, Whitehall и Wishart. Буксир Salvonia, сопровождаемый катерами 121 и 168, действовал как спасатель. Самолёты были подняты 21 марта и все 9 Spitfire благополучно прибыли, тогда как эскадра вернулась в Гибралтар 23 марта.

### Операция Picket II
Была запланирована как продолжение операции Picket. Eagle принял 8 самолётов Spitfire (остатки с Cape Hawke и из доставленных Queen Victoria), и два авианосца вышли 27 марта. 29 марта 7 Spitfire взлетели и были встречены 2 торпедоносцами Beaufort и 3 Blenheim из Гибралтара, все прибыли благополучно. К несчастью, 6 Albacore, предназначенных для усиления 828 эскадрильи, были не в состоянии взлететь и вернулись в Гибралтар на Argus. Эскорт на время операции включал: линкор Malaya, крейсер Hermione и эсминцы Active, Anthony, Blankney, Croome, Duncan, Exmoor, Laforey, Lightning и Wishart, с Salvonia в качестве буксира-спасателя в сопровождении катера номер 174.
На заключительном этапе этой операции 10 Hurricane IIC вылетели из Северной Африки 27 марта 1942 года, ещё 8 последовали 6 апреля 1942 года и последние 6 вылетели 19 апреля 1942 года — тот редкий случай, когда для усиления острова можно было использовать аэродромы в Ливии. К несчастью, они сильно уступали новым самолётам Люфтваффе и быстро понесли очень большие потери как в самолётах, так и в пилотах в первые же дни после прибытия.

### Операция Calendar
К апрелю 1942 года ситуация на Мальте стала отчаянной, по запасам необходимейших предметов, истощению ударных сил, и особенно истребителей ПВО.
Свободных британских авианосцев для перебросок в тот момент не было, поэтому обратились за помощью к США. Был выделен Американский авианосец Wasp. Выгрузив свои самолёты, за исключением 20 истребителей в Хатсоне, он принял 47 самолётов Spitfire VC в Клайде, оставив этот порт 14 апреля в сопровождении линейного крейсера Renown, эсминцев Echo, Inglefield, Ithuriel и Partridge и американских эсминцев Lang и Madison. Эсминцы Antelope, Vidette, Westcott, Wishart и Wrestler сменили эсминцы в сумерках 17 апреля, чтобы те могли заправиться топливом в Гибралтаре.
Первоначальный эскорт и крейсера Cairo и Charybdis присоединились к основным силам днем 19 апреля. Гибралтарский эскорт, за исключением Vidette, вернулся в базу на заправку топливом, тогда как Wasp и линейный крейсер прошли Гибралтар без остановки. Авианосец достиг позиции 20 апреля и поднял самолёты Spitfire в 05:30. Несмотря на отсутствие ведущих, 46 из них достигли аэродромов Мальты. Но в течение последующих четырёхдневных боев их число сократилось до 6 машин!
Соединение возвратилось к Гибралтару, встреченное по пути в первой половине дня 20 апреля эсминцами Antelope, Westcott, Wishart и Wrestler. Пока соединение проходило Гибралтарский пролив, Cairo, Echo, Inglefield, Lang и Madison зашли в Гибралтар на заправку. Wasp же принял на борт 812-ю эскадрилью для переброски в Великобританию, наземный персонал и предметы снабжения были погружены на Cairo. Renown, Charybdis, Antelope, Ithuriel, Partridge, Vidette, Westcott, Wishart и Wrestler ушли в Гибралтар 21 апреля, тогда как Wasp и его эскорт пошли в Великобританию.

### Операция Bowery
Ситуация на острове дошла до крайности; не было иного выбора, как безотлагательно провести следующую операцию. С этой целью Wasp снова был дан взаймы Королевскому флоту. Придя в Скапа-Флоу 26 апреля, авианосец перешёл в Клайд 29 апреля и на этот раз принял 50 самолётов Spitfire, с очень плотным размещением.
Wasp вышел в Гибралтар 3 мая в сопровождении эсминцев Echo и Intrepid и американских эсминцев Lang и Sterett. В точке 39°13′ с. ш. 14°20′ в. д. после полудня 7 мая этот эскорт сменили эсминцы Antelope, Westcott, Wishart и Wrestler. 8 мая соединение было встречено авианосцем Eagle (который также принял 17 Spitfire из запасов, находящихся в Гибралтаре), линейным крейсером Renown, крейсером Charybdis и эсминцами Echo, Georgetown, Intrepid, Ithuriel, Partridge, Vidette, Salisbury и американскими эсминцами Lang и Sterrett.
9 мая Wasp поднял 47 самолётов Spitfire, а Eagle — 17, три из них был потеряны в полете: один упал в море при взлёте с Wasp, один из-за потери подвесного бака совершил вынужденную посадку на Wasp и один вблизи Мальты; четвёртый самолёт заблудился и приземлился в Северной Африке. Тем не менее 60 Spitfire прибыли, и через тридцать пять минут, и до мощной немецкой атаки, были в воздухе. Они стали большим сюрпризом для неприятеля. Тридцать немецких самолётов были уничтожены в этом бою при потере только трёх Spitfire. Все корабли вернулись, Eagle, чтобы погрузить следующие Spitfire, а Wasp пошёл далее в Скапа-Флоу в сопровождении Renown, Echo, Intrepid, Lang, Salisbury и Sterett. Эсминцы дозаправились в Гибралтаре, и корабли ушли в Скапа-Флоу 12 мая. Ithuriel предоставлял дополнительный эскорт из Гибралтара, но отделился 15 мая для встречи линкора Malaya.
На переходе 10 мая Wasp отправил по воздуху персонал ВВС и запчасти, использовав для этого 6 самолётов Swordfish, перелетевших для этой цели из Гибралтара.

### Операция LB
Положение Мальты несколько облегчилось предыдущей операцией, и было решено максимально этим воспользоваться, так что Eagle принял 17 самолётов Spitfire (15 остались от Picket II) и 6 Albacore, оставленных в Гибралтаре Argus 'ом ранее.
В компании с Argus, имевшим на борту истребители Фулмар для защиты соединения, авианосец вышел 17 мая в сопровождении крейсера Charybdis и эсминцев Antelope, Ithuriel, Partridge, Westcott, Wishart и Wrestler. Эсминец Vidette задержался в Гибралтаре из-за неисправностей и присоединился 18 мая, но позже вынужден был вернуться в Гибралтар для устранения новых неисправностей.
Самолёты взлетели 19 мая, к несчастью Albacore должны были вернуться, и были возвращены в Гибралтар вторично. В ходе этой операции вишистские истребители атаковали и сбили патрульную летающую лодку Catalina, а также Fulmar, посланный прикрывать Ithuriel, занятый спасением экипажа Catalina.
Эскадра вернулась в Гибралтар 20 мая.

### Операция Style
Судно Empire Conrad, имея 32 разобранных Spitfire и наземные команды (13 офицеров и свыше 100 механиков для монтажа самолётов), вышло из Милфорд Хейвен 20 мая в компании с 29-й флотилией катеров в сопровождении корвета Spiraea. Встретившись с тральщиками Hythe и Rye, судно пришло в Гибралтар 27 мая. Его самолёты были собраны и погружены на авианосец Eagle, который вышел 2 июня на Мальту в сопровождении крейсера Charybdis и эсминцев Antelope, Ithuriel, Partridge, Westcott и Wishart.
Самолёты были подняты 3 июня, из них 4 были сбиты во время перелёта. Эта переброска довела общее число самолётов, доставленных Eagle на Мальту, до 136.

### Операция Salient
Решение на проводку двух конвоев с востока и запада, вызванное голодом на Мальте, потребовало дальнейшего усиления истребителями. 26 мая из Милфорд Хейвен вышел сухогруз Hopetarn в сопровождении фрегата Rother и корвета Armeria с 32 разобранными Spitfire, 13 офицерами и 106 механиками, чтобы собрать их в Гибралтаре после прибытия 2 июня.
Eagle принял эти самолёты и вышел 8 июня в сопровождении крейсеров Cairo и Charybdis и эсминцев Antelope, Ithuriel, Partridge, Westcott, Wishart и Wrestler. Самолёты были подняты 9 июня и все достигли Мальты благополучно, тогда как корабли вернулись в Гибралтар, для подготовки к конвою снабжения.

### Операция Pinpoint
Самолёты для этой операции — 32 Spitfire — были доставлены из Великобритании с конвоем OG-85, вышедшим 13 июня и прибывшим 25 июня, на судах Empire Shackleton (18 самолётов), Guido (12 самолётов) и Lublin (2 самолёта), вместе с наземными командами и пилотами. Самолёты собирались на взлётной полосе в Гибралтаре.
Погруженные на Eagle, они вышли 14 июля в сопровождении крейсеров Cairo и Charybdis и эсминцев Antelope, Ithuriel, Vansittart, Westcott и Wrestler, прибыв в точку подъёма 15 июля. Все, кроме одного истребителя, прибыли на остров, прикрывая по пути Welshman, тогда как эскадра вернулась в Гибралтар 16 июля.

### Операция Insect
Тридцать два разобранных Spitfire были отправлены из Великобритании на судах: Empire Darwin (22 самолётов), Empire Kestrel (4 самолёта) и Empire Tern (2 самолёта) с конвоем OG-86, который вышел 2 июля и прибыл 14 июля. К несчастью, несколько было повреждено при транспортировке. Предположительно, цифры для каждого судна — неповреждённые самолёты.
31 Spitfire и 4 Swordfish из Гибралтара плюс 6 Sea Hurricane были погружены на Eagle и отправлены 20 июля в сопровождении Cairo, Charybdis, Antelope, Ithuriel, Vansittart, Westcott и Wrestler, чтобы поднять самолёты 21 июля, после безуспешной атаки итальянской подлодкой Dandolo.
Двадцать девять Spitfire взлетели и 28 прибыли благополучно — один остался на борту из-за неисправностей. Один совершил посадку на воду из-за дефекта бензобака. Корабли вернулись в Гибралтар, чтобы готовиться к Операции Pedestal.

### Операция Bellows
Эта операция является фактически неотъемлемой частью Pedestal. Авианосец Furious в рамках вспомогательной операции под кодовым названием Bellows, принял 39 Spitfire в Клайде и вышел 4 августа с крейсером Manchester и эсминцами Blyskawica и Sardonyx. Последний сопровождал корабли до ночи 5/6 августа. Furious и Manchester 7 августа присоединились к конвою WS-21S и вместе с конвоем прошли Гибралтарский пролив 10 августа. 11 августа Furious в сопровождении эсминцев Laforey и Lookout отделился от основных сил и поднял все Spitfire, кроме одного, который был вынужден спешно приземлиться на Indomitable, тогда как остальные 37 достигли Мальты. Furious, завершив свою часть операции, повернул обратно к Гибралтару в сопровождении эсминцев Keppel, Venomous, Wolverine и Wrestler, которые пришли из Гибралтара, чтобы прикрывать авианосец на обратном переходе. Во время отхода Furious и эсминцев в Гибралтар, Wolverine таранил и потопил итальянскую подлодку Dagabur.

### Операция Baritone
Furious прибыл в Гибралтар 12 августа, и сразу принял на борт как истребители Hurricane с Argus, так и 32 Spitfire, доставленные судном Empire Clive и собранные на берегу. Он вышел снова 16 августа в сопровождении крейсера Charybdis и эсминцев Antelope, Bicester, Derwent, Eskimo, Keppel, Laforey, Lookout, Lightning, Malcolm, Somali, Venomous и Wishart. 32 Spitfire были подняты 17 августа, из них 29 прибыли на остров. Корабль вернулся в Гибралтар 18 августа. Furious 20 августа ушёл в Скапа-Флоу в сопровождении линкора Nelson, крейсера Kenya и эсминцев Bicester, Eskimo, Fury, Keppel, Malcolm, Somali, Tartar и Venomous. Авианосец Argus сопровождал конвой, который прибыл 25 августа.

### Операция Train
Заключительная операция по доставке самолётов на Мальту. Проходила по возвращении Furious в Гибралтар с 31 самолётами Spitfire на борту, принятыми в Клайде. Выйдя оттуда 20 октября в сопровождении эсминцев Escapade, Marne и Isaac Sweers, он пришёл в Гибралтар 25 октября. Снова выйдя 28 октября в сопровождении крейсеров Aurora и Charybdis и эсминцев Achates, Blyskawica, Bramham, Cowdray, Vanoc, Verity, Westcott и Wishart, 29 октября он поднял 29 Spitfire (2 остались на борту из-за неисправностей), которые прибыли на Мальту, тогда как Furious и эскорт вернулись в Гибралтар 30 октября для подготовки к операции Torch — вторжению в Северную Африку.

## Итоги перебросок самолётов на Мальту
Самолёты, переброшенные на Мальту авианосцами в 1940-42 годах:
| Дата                  | Название операции | Авианосцы             | Перевозимые самолёты | Самолёты, достигшие Мальты |
| --------------------- | ----------------- | --------------------- | -------------------- | -------------------------- |
| 2 августа 1940 года   | Харри             | Argus                 | 12 «Харрикейнов»     | 12 «Харрикейнов»           |
| 17 ноября 1940 года   | Уайт              | Argus                 | 12 «Харрикейнов»     | 4 «Харрикейна»             |
| 4 марта 1941 года     | Уинч              | Ark Royal             | 12 «Харрикейнов»     | 12 «Харрикейнов»           |
| 27 апреля 1941 года   | Данлоп            | Ark Royal             | 24 «Харрикейнов»     | 23 «Харрикейна»            |
| 25 мая 1941 года      | Сплайс            | Ark Royal, Furious    | 48 «Харрикейнов»     | 46 «Харрикейнов»           |
| 6 июня 1941 года      | Рокет             | Ark Royal, Furious    | 44 «Харрикейнов»     | 43 «Харрикейна»            |
| 14 июня 1941 года     | Трейсер           | Ark Royal, Victorious | 48 «Харрикейнов»     | 45 «Харрикейнов»           |
| 27 июня 1941 года     | Рэйлуэй I         | Ark Royal             | 22 «Харрикейна»      | 21 «Харрикейн»             |
| 30 июня 1941 года     | Рэйлуэй II        | Ark Royal, Furious    | 42 «Харрикейна»      | 34 «Харрикейна»            |
| 25 июля 1941 года     | Сабстенс          | Ark Royal             | 7 «Суордфишей»       | 7 «Суордфишей»             |
| 9 сентября 1941 года  | Статус I          | Ark Royal             | 14 «Харрикейнов»     | 14 «Харрикейнов»           |
| 13 сентября 1941 года | Статус II         | Ark Royal, Furious    | 46 «Харрикейнов»     | 45 «Харрикейнов»           |
| 18 октября 1941 года  | Коллбой           | Ark Royal             | 11 «Альбакоров»      | 11 «Альбакоров»            |
| 12 ноября 1941 года   | Перпетуал         | Argus, Ark Royal      | 37 «Харрикейнов»     | 34 «Харрикейна»            |
| 7 марта 1942 года     | Споттер           | Eagle, Argus          | 15 «Спитфайров»      | 15 «Спитфайров»            |
| 21 марта 1942 года    | Пикет I           | Eagle                 | 9 «Спитфайров»       | 9 «Спитфайров»             |
| 29 марта 1942 года    | Пикет II          | Eagle                 | 7 «Спитфайров»       | 7 «Спитфайров»             |
| 20 апреля 1942 года   | Календер          | Wasp                  | 47 «Спитфайров»      | 46 «Спитфайров»            |
| 9 мая 1942 года       | Бауэри            | Wasp, Eagle           | 64 «Спитфайра»       | 60 «Спитфайров»            |
| 19 мая 1942 года      | L.B.              | Argus, Eagle          | 17 «Спитфайров»      | 17 «Спитфайров»            |
| 3 июня 1942 года      | Стайл             | Eagle                 | 31 «Спитфайр»        | 31 «Спитфайр»              |
| 9 июня 1942 года      | Сэлиент           | Eagle                 | 32 «Спитфайра»       | 32 «Спитфайра»             |
| 15 июля 1942 года     | Пинпойнт          | Eagle                 | 32 «Спитфайра»       | 31 «Спитфайр»              |
| 21 июля 1942 года     | Инсект            | Eagle                 | 30 «Спитфайров»      | 28 «Спитфайров»            |
| 11 августа 1942 года  | Беллоуз           | Furious               | 38 «Спитфайров»      | 37 «Спитфайров»            |
| 17 августа 1942 года  | Баритон           | Furious               | 32 «Спитфайра»       | 29 «Спитфайров»            |
| 29 октября 1942 года  | Трэйн             | Furious               | 31 «Спитфайр»        | 29 «Спитфайров»            |
| ВСЕГО                 | 25 операций       |                       | 764 самолёта         | 718 самолётов              |

34 самолёта потеряны, а также несколько палубных самолётов прикрытия. 12 самолётов вернулись вместе с авианосцами.
Кроме того, несколько самолётов «Суордфиш» и «Фулмар» с Illustrious действовали с Мальты, когда в январе 1941 года авианосец получил тяжёлые повреждения.
В течение всех этих операций Королевский флот потерял один авианосец — Ark Royal, и доставил 756 самолётов, из которых 719 (свыше 95 %) прибыли на Мальту. 
Доставка самолётов по типам:
| Тип       | Взлетело | Прибыло |
| --------- | -------- | ------- |
| Hurricane | 353      | 334     |
| Spitfire  | 384      | 367     |
| Swordfish | 8        | 7       |
| Albacore  | 17       | 11      |

## Снабжение острова по воздуху
Королевские ВВС пополняли авиацию Мальты самолётами с большой дальностью полёта, как через Гибралтар, так и через Египет. Эти самолёты входили в разведывательные и ударные эскадрильи, действовавшие с острова в течение осады. Без сомнения, свободные место и вес в них использовались под пассажиров и грузы, необходимые частям ВВС на острове, но эти переброски не были ни регулярны, ни специально предназначены для снабжения.
Несмотря на постоянные просьбы как офицеров флота, так и авиации, дислоцированных на Мальте, только в начале 1942 года штаб ВВС в метрополии снизошёл до организации постоянного снабжения по воздуху. 17 апреля 1942 года базировавшаяся в Корнуолле 24-я эскадрилья самолётов дальнего действия Hudson была назначена для снабжения и вскоре начала регулярные рейсы Великобритания-Гибралтар-Мальта.
Летая по весьма опасному маршруту на практически безоружных машинах, эскадрилья обеспечивала исключительно важные доставки, включая ценных пассажиров, запчасти к самолётам, ценные грузы небольшого веса (например, предметы медицинского, радио и радарного снабжения), а также почту на Мальту и обратно.

## Снабжение острова надводными кораблями
Периодически надводные корабли Королевского флота совершали походы на Мальту как с востока, так и с запада, чтобы доставить персонал или высокоценные предметы снабжения, а также чтобы действовать с острова, или заходя транзитом в ходе усиления флота в Александрии.

### 1940 год
Операция Hats — Во время этой операции, включающей усиление Средиземноморского флота из Гибралтара, на Мальту были доставлены грузы с линкора Valiant и крейсеров ПВО Calcutta и Coventry. На борту Valiant находились восемь 3.7" зенитных орудия и десять 40-мм автоматов Bofors, плюс боеприпасы и обычные запасы с трёх судов.
Gloucester и Liverpool — Во время операции под обозначением MB.5 эти два крейсера вышли из Александрии вместе с флотом 28 сентября 1940 года, погрузив 1200 человек, как войска, так и персонал RAF, для усиления гарнизона Мальты. Оба корабля пришли на Мальту поздно вечером 30 сентября, высадили людей и вышли в 02:30 1 октября.
Операция Coat — Дальнейшее усиление флота в Александрии из Гибралтара. Линкор Barham, крейсера Berwick и Glasgow в сопровождении эсминцев Gallant, Greyhound и Griffin зашли на Мальту. Эсминцы Faulknor, Fortune и Fury сопровождали корабли на переходе до Мальты. Соединение вышло из Гибралтара после полудня 7 ноября 1940 года и пришло на остров 10 ноября, чтобы выгрузить войска и припасы, погруженные в Гибралтаре. Они доставили 2150 человек (батальон пехоты, две батареи 25-фунтовых орудий, роту танков и артиллеристов для трёх зенитных батарей) и их грузы, автомобили и прочее, из состава конвоя Collar. Закончив, соединение вышло и продолжало путь в Александрию. Персонал размещался: на Barham — 700 человек, Berwick — 750 человек, Glasgow — 400 человек, на каждом из эсминцев по 50 человек.
Newcastle — Крейсер Newcastle пришёл в Гибралтар 16 ноября 1940 года из Великобритании с персоналом RAF и грузами для Мальты. После дозаправки он вышел 17 ноября, достигнув острова без происшествий 19 ноября. Крейсер оставался на острове до 26 ноября, после чего вернулся в Гибралтар в ходе операции Collar.
Операция Collar — Как часть этой операции, некоторые корабли должны были доставить подкрепления для гарнизона Мальты. Крейсера Manchester и Southampton погрузили 25 ноября соответственно 660 и 760 человек персонала RAF и армии, доставленных из Великобритании транспортом Franconia. Эти корабли вышли в составе Соединения «F», сопровождающего конвой.
Оба крейсера участвовали в бою с надводными силами противника, прикрывая конвой, как положено, высадили персонал на Мальте и возвратились в Гибралтар, чтобы присоединяться к Соединению «H».

### 1941 год
Gloucester, Southampton, Ilex и Janus — Эти корабли 6 января 1941 года приняли в Бухте Суда в общей сложности 25 офицеров и 484 солдат армии и наземного персонала RAF для перевозки на Мальту. Корабли пришли на остров 8 января, где высадили людей. Корабли были заправлены топливом и через 4 часа 30 минут вышли в сторону Гибралтара на встречу с Соединением «H». Эта доставка была частью Операции Excess.
Bonaventure — Этот крейсер составлял часть эскорта конвоя Excess и также имел пассажиров для Мальты. Они прибыли на транспорте Northern Prince в Гибралтар. Bonaventure оставался с конвоем дольше, чем выше упомянутые корабли, но прибыл на остров 11 января в составе эскорта повреждённого на мине эсминца Gallant. Приняв на борт моряков, не нужных на повреждённом Illustrious, Bonaventure вышел 14 января вместе с крейсерами Orion и Perth в Александрию, прибыв туда 16 января.
Orion и Perth — Во время операции Excess, эти два крейсера взяли 13 января пассажиров в Пирее: 280 на Orion и 130 на Perth, и после дневного перехода прибыли на Мальту 14 января. Perth устранял котельные неисправности, пока Orion грузил уцелевших с Illustrious (в общей сложности принято 326 человек, включая посаженных на Bonaventure). Корабли вышли 14 января и пришли в Александрию 16 января.
Ajax, Gloucester и Orion (Операция MC 8) — Эти крейсера разместили войска следующим образом: Ajax — 374, Gloucester — 637 и Orion — 410 человек, плюс команда для эсминца Imperial и несколько нижних чинов для Мальты. Корабли покинули Александрию 19 февраля и пришли на Мальту ранним утром 21 февраля, выйдя в море в тот же день, чтобы присоединиться к флоту. Их сопровождали эсминцы Diamond, Mohawk и Nubian.
Операция Salient — Производилась в то же время, что воздушное подкрепление на Мальту в рамках операции Dunlop. Операция состояла из проводки транзитом крейсера Dido, минного заградителя Abdiel и эсминцев Jackal, Jersey, Kashmir, Kelly, Kelvin и Kipling в Александрию с заходом на Мальту. Все корабли имели грузы для острова, но конструкция эсминцев вынудила большую часть груза поместить в ящиках на верхней палубе.
Операция была запланирована на 24 апреля, и Соединение «S» (так были названы данные корабли) отплыло в 22:00 с предполагаемым прибытием на Мальту 26 апреля. Штормовое состояние моря вызвало повреждения сильно загруженных эсминцев и потерю некоторой части их груза, так что контр-адмирал Виан приказал Dido уменьшить скорость, что задержало прибытие на 24 часа. Фактически корабли прибыли утром 27 апреля. Последующий переход Dido и Abdiel в Александрию рассмотрен выше; вместе с эсминцами с Мальты они отконвоировали в Александрию транспорт Breconshire.
Операция Style — Соединение «X», из Гибралтара, в ходе этой операции состояло из крейсеров Arethusa и Hermione, заградителя Manxman и эсминцев Lightning и Sikh. Эти корабли приняли на борт 70 офицеров, 1676 нижних чинов и 130 тонн грузов для Мальты, отправившись из Гибралтара 31 июля. Операция прошла без противодействия, кроме эпизода с Hermione, который таранил и потопил на обратном пути итальянскую подлодку Tembien. Соединение оставило Мальту 2 августа, соединившись с Соединением «H» и вернувшись в Гибралтар 4 августа.
Aurora, Penelope, Lance и Lively — Эта группа была сформирована на Мальте в Соединение «K». Оно вышло из Гибралтара 19 октября и прибыло 21 октября. Оба крейсера несли каждый по двести 102-мм снарядов, семнадцать 450-мм авиационных торпед и 20-мм установку Oerlikon, предназначавшиеся для выгрузки на Мальте. Эсминцы также имели груз в ящиках на палубе.
Ajax, Neptune, Kimberley и Kingston — Эти корабли отправились из Александрии 17 ноября, чтобы усилить Соединение «K», находящееся на Мальте. Все корабли несли боеприпасы и торпеды для подлодок, базирующихся на Мальте, прибыв на остров 29 ноября и выгрузив припасы до начала действий с острова.
Dido, эсминцы Arrow, Foxhound, Gurkha и Nestor — Крейсер Dido и эсминцы оставили Гибралтар 22 декабря, отправившись для усиления флота в Александрии, и по пути зашли на Мальту 24 декабря. Припасы и некоторые пассажиры были высажены на Мальте, а корабли отправились далее 26 декабря, сопровождая порожние суда с острова в составе конвоя ME-8.

### 1942 год
Cleopatra и Fortune — Крейсер Cleopatra и эсминец Fortune вышли из Гибралтара 9 февраля, проделав совместный путь до Мальты и далее до Александрии, чтобы присоединяться к Средиземноморскому и Восточному флоту соответственно. На крейсере находились 104 пассажира, дополнительные торпеды и боеголовки, почта и 1490 133-мм снарядов в перегруз.
Корабли пришли на Мальту 11 февраля, после почти непрерывной воздушной атаки. Cleopatra получила осколочные повреждения, вызвавшие пожары, потерю нескольких боеголовок от торпед, а также некоторые потери в людях. Оба корабля затем отправились в Александрию с конвоем ME-10 из порожних судов, назначенных в этот порт.
Переход HMML 126 и 130 — Эти два моторных катера типа Fairmile B прошли из Гибралтара на Мальту в течение 12—17 марта для службы на острове. Переход происходил вдоль берегов Северной Африки под французским флагом в качестве военной хитрости. Конечный участок до Мальты был проделан в ночные часы, оба корабля прибыли благополучно.
Перевод HMML 129 и 132 — Повторение предыдущей операции, к несчастью эти два моторных катера были атакованы и потоплены авиацией 21 марта, после выхода из Гибралтара 14 марта. Это положило конец таким мероприятиям по усилению тральных сил на острове.
Переход Havock — Этот эсминец был задержан на Мальте для исправления повреждений и было решено провести его в Гибралтар, а с ним как можно больше персонала, который не требовался на острове. Он вышел 5 апреля со 100 пассажирами, чтобы дойти быстрым переходом без сопровождения, но к несчастью 6 апреля на большой скорости выскочил на мель у берегов Туниса. Один кочегар погиб во время посадки на мель, 250 пассажиров и команда интернированы французами.
Welshman — Быстроходный заградитель с грузами для Мальты вышел из Клайда 1 мая в Гибралтар, прибыв туда 4 мая. После погрузки 7 тонн дымовых шашек с Llanstephan Castle, он вышел 8 мая, грубо замаскированный под французский эсминец типа Leopard, и достиг острова 10 мая, несмотря на обнаружение немецкой авиацией и атаки у Мальты торпедными катерами. Он был разгружен в течение дня и ушёл с наступлением темноты, достигнув Гибралтара 12 мая.
Он высадил на Мальте 123 пассажиров, в основном из состава RAF, и 340 тонн грузов, главным образом боеприпасов и дымовых шашек. Для обратного перехода он принял 146 человек флотского персонала и топливные баки со Spitfire’ов, перелетевших на остров с союзных авианосцев.
Welshman — Для второго похода Welshman погрузил в Клайде 20 упакованных в ящики двигателей Spitfire, 40 бочек гликоль-охладителя, 45 тонн 20-мм боеприпасов, 116 тонн 3-линейных патронов и 92 тонны дымовых шашек, а также 14 офицеров RAF и 100 человек нижних чинов.
Корабль самостоятельно вышел из Клайда 28 мая и достиг Гибралтара 2 июня. При прохождении бона на входе в Гибралтар он столкнулся с буксиром Salvonia с повреждением винта, что потребовало постановки в сухой док. По завершении ремонта корабль передал половину двигателей, гликоль и 20-мм боеприпасы на суда конвоя Harpoon и 12 июня вышел на Мальту вместе с конвоем, погрузив дополнительное количество дымовых шашек. Welshman шёл с конвоем до раннего утра 15 июня, затем самостоятельно продолжал путь на остров 28-узловым ходом, где он, войдя в гавань, разгрузился в течение пяти часов.
После этого Welshman снова вышел, чтобы встретить на подходе остатки конвоя, всё ещё подвергавшиеся воздушным атакам, и обеспечить дополнительное зенитное прикрытие. Он встретил конвой в 17:30 и дошёл с ним до Мальты, вернувшись затем в Гибралтар вместе с Соединением «H».
Welshman — Welshman, после ремонта в Клайде 7 июля, начал погрузку припасов для Мальты, а именно: 150 тонн молочного порошка, 100 тонн пищевых масел, 15 тонн мыла, 36 тонн минно-трального оборудования и почту. Ещё 22 тонны генерального груза были погружены на следующий день, до перехода в Гринок. В Гриноке были погружены ещё 4 тонны груза и принято 130 пассажиров, в основном от флота, и лётные экипажи RAF, а также наземный персонал RAF.
Корабль вышел в Гибралтар 9 июля и пришёл туда в 01:00 14 июля, заправившись в гавани и заменив 4 тонны груза на предметы снабжения авиации и 20-мм боеприпасы. Корабль вышел перед рассветом 14 июля. 15 июля перенёс без повреждений воздушную атаку и вошёл в гавань Мальты на рассвете 16 июля. Выгрузка была завершена через семь часов, и одновременно было погружено некоторое количество багажа. Погода не позволяла переход на высокой скорости, и корабль оставался на Мальте до 18 июля, когда он принял топливо (400 тонн) и 174 пассажира (в основном команды судов из состава Harpoon) и вышел в сумерках в море. 19 июля была отбита без потерь воздушная атака, и корабль достиг Гибралтара в середине дня 20 июля.
Manxman — Manxman вышел из Порт-Саида 10 ноября, зайдя в Александрию 11 ноября с 350 тоннами разнообразных продовольственных товаров и 200 пассажирами. Корабль прибыл на Мальту после полудня 12 ноября без происшествий.
Операция Analyst — Заключительный поход Welshman из Великобритании с грузами для Мальты, выйдя из Плимута 1 ноября и имея груз 110 тонн молочного порошка, 25 тонн сушёной фасоли, 25 тонн сушёного гороха, 110 тонн солонины и пятнадцати 450-мм авиаторпед; а также 13 офицеров, 50 авиаторов RAF и 50 Королевских инженеров. Корабль прошёл Гибралтар и зашёл в Алжир из-за непогоды в Средиземном море. Он вышел из Алжира после полудня 17 ноября, придя на Мальту 18 ноября.
Welshman — Welshman погрузил в Хайфе сорок четыре 533-мм и шесть 450-мм торпед, запчасти для подводных лодок, выйдя в Александрию, где он 2 декабря принял пассажиров. Затем он вышел, чтобы догнать конвой Portcullis и шёл с ним в течение светового дня 3 декабря, отделившись после темноты и быстрым переходом прибыв на Мальту 4 декабря.